# Liste der Projekte der Internationalen Bauausstellung 1987

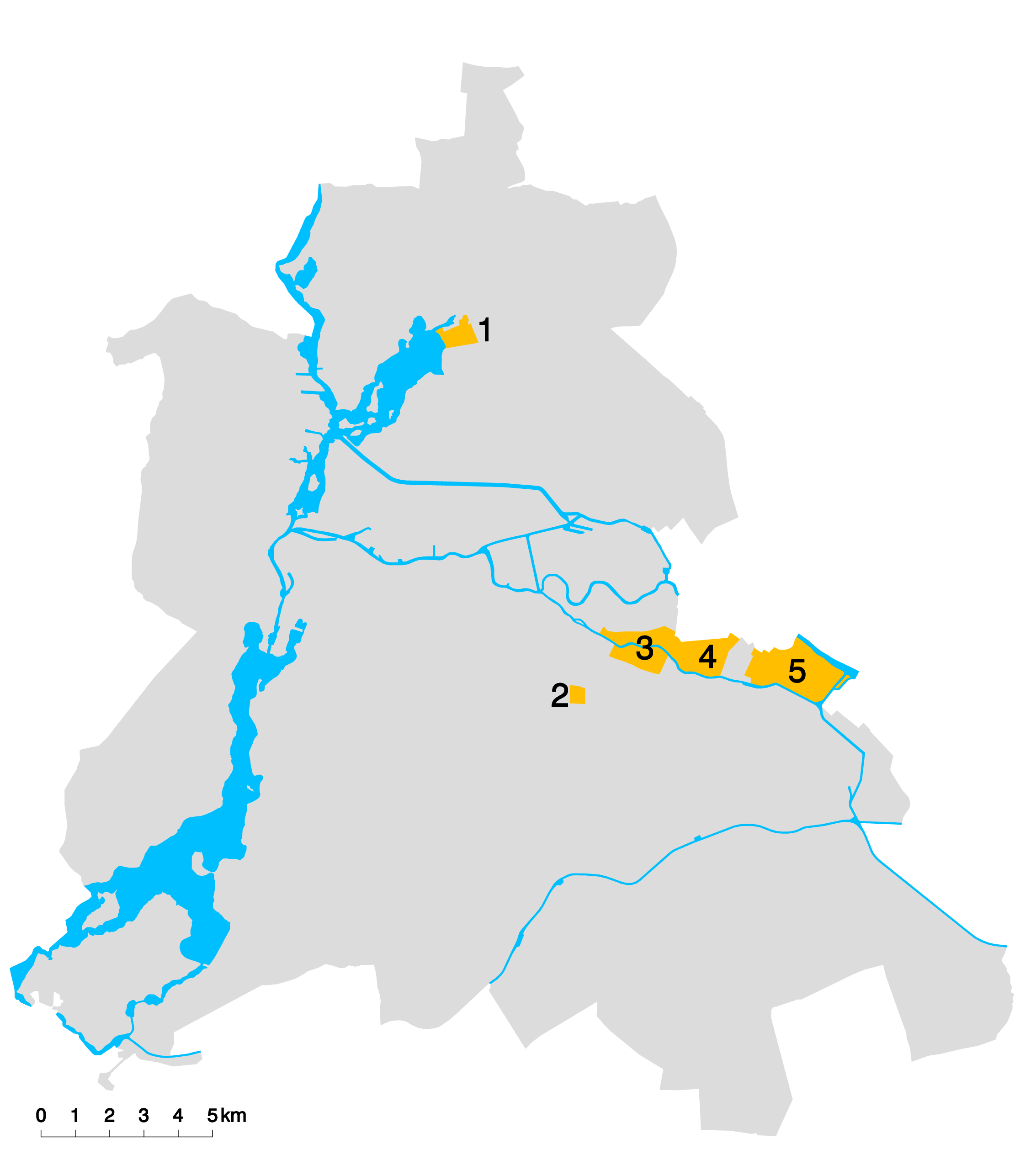
Lage der IBA-Demonstrationsgebiete in West-Berlin:1. Tegeler Hafen, 2. Prager Platz, 3. Südliches Tiergartenviertel, 4. Südliche Friedrichstadt, 5. Luisenstadt und SO 36

Die Internationale Bauausstellung 1987 (IBA ’87) war ein Stadtentwicklungsprogramm in West-Berlin. Die Bauten und Planungen der IBA sind Bestandteil zahlreicher Publikationen über Architektur- und Stadtgeschichte. Im Rahmen der IBA wurde eine sehr große Anzahl von Neubauten errichtet und Altbauten modernisiert. Diese prägen das Stadtgefüge von Berlin maßgeblich. Zahlreiche dieser Neu- und Altbauten stehen unter Denkmalschutz.

## Liste aller IBA-Projekte
Aufgrund des Umfangs der IBA existieren kaum Publikationen, die die Gesamtmenge der Planungen beinhalten. Allerdings veröffentlichte die IBA-GmbH 1987 eine sogenannte Projektübersicht, in der fast alle Projekte dargestellt werden. Da 1987 noch nicht alle IBA-Planungen abgeschlossen waren und teilweise erst in den 1990er oder 2000er Jahren fertig gestellt wurden, ist auch die Projektübersicht von 1987 nicht komplett vollständig. 1991 erschien eine aktualisierte und erweiterte Ausgabe, in der einige Projekte enthalten sind, die in der Ausgabe von 1987 fehlen. Um einen möglichst umfassenden Überblick aller IBA-Projekte zu ermöglichen, sind in diesem Artikel die Informationen aus beiden Ausgaben der Projektübersicht in Listen zusammengestellt.
Die Einteilung der Liste in die Bereiche IBA-Neu und IBA-Alt ist von den damals verwendeten Eigenbezeichnungen übernommen. Dies ist historisch bedingt und ist keine Aussage darüber, ob in dem betreffenden Bereich tatsächlich nur Altbauten oder Neubauten bearbeitet wurden. Im Bereich IBA-Neu wurden auch Altbauten modernisiert (z. B. das Tommy-Weisbecker-Haus), im Bereich IBA-Alt wurden auch Neubauten errichtet (z. B. das Wohnhaus Bonjour Tristesse). Projekt-Nummerierung und Einteilung in verschiedene Demonstrationsgebiete sind ebenfalls von der von der IBA selbst verwendeten Strukturierung übernommen und somit ebenfalls historisch bedingt.

### Demonstrationsgebiet Tegel(IBA-Neu)
| Projekt Nr. | Objekt, Planung                         | Adresse                                               | Block         | Beteiligte Planerinnen und Planer                                                         | Vorplanung, Wettbewerb | Entwurf | Ausführung       | Bild | Seite in der Projekt- übersicht Ausgabe 1987 | Seite in der Projekt- übersicht Ausgabe 1991 |
| ----------- | --------------------------------------- | ----------------------------------------------------- | ------------- | ----------------------------------------------------------------------------------------- | ---------------------- | ------- | ---------------- | ---- | -------------------------------------------- | -------------------------------------------- |
| 1           | Phosphat-Eliminationsanlage             | Waidmannsluster Damm (Lage)                           | 650           | Gustav Peichl · Kontaktarchitekt: Volker Patke                                            | 1980                   |         | 1982–1885        |      | 12, 13                                       | 12,13                                        |
| 2           | Tegeler Hafen · städtebaulicher Entwurf | Tegeler Hafen, Karolinenstraße (Lage)                 | 857, 640, 641 | Charles Willard Moore, John Ruble, Buzz Yudell                                            | 1980                   |         | 1980–1987        |      | 14, 15                                       | 14,15                                        |
| 2.1         | Humboldt-Bibliothek                     | Karolinenstraße (Lage)                                | 641           | Charles Willard Moore, John Ruble, Buzz Yudell · Kontaktarchitekten: Hähndel, Wolff, Zell |                        |         | 1985–1987        |      | 14, 15                                       | 14, 15                                       |
| 3.1         | Freiraumplanung Am Tegeler Hafen        | (Lage)                                                |               | Cornelia Müller, Jan Wehberg, Elmar Knippschild                                           |                        |         | bis 1987         |      | 16                                           | 16                                           |
| 3.1.a       | Stadtvilla                              | Am Tegeler Hafen 2 (Lage)                             |               | Charles Willard Moore, John Ruble, Buzz Yudell · Kontaktarchitekten: Hähndel, Wolff, Zell |                        |         | 1985–1988        |      | 16, 17                                       | 16                                           |
| 3.1.b       | Stadtvilla                              | Am Tegeler Hafen 4 (Lage)                             |               | Regina Poly, Karl-Heinz Steinebach, Friedrich Weber                                       |                        |         | 1985–1988        |      | 16, 17                                       | 18                                           |
| 3.1.c       | Stadtvilla                              | Am Tegeler Hafen 6 (Lage)                             |               | Robert A. M. Stern · Kontaktarchitekten: Hähndel, Wolff, Zell                             |                        |         | 1985–1988        |      | 16, 17                                       | 18                                           |
| 3.1.d       | Stadtvilla                              | Am Tegeler Hafen 8 (Lage)                             |               | Stanley Tigerman · Kontaktarchitekten: Hähndel, Wolff, Zell                               |                        |         | 1985–1988        |      | 16, 17                                       | 18                                           |
| 3.1.e       | Wohnschlange                            | Am Tegeler Hafen 8A–8E (Lage)                         |               | BJSS (Dietrich Bangert, Bernd Jansen, Stefan Scholz, Axel Schultes)                       |                        |         | 1985–1988        |      | 16, 17                                       | 18                                           |
| 3.1.f       | Stadtvilla                              | Am Tegeler Hafen 10 (Lage)                            |               | Paolo Portoghesi · Kontaktarchitekten: Hähndel, Wolff, Zell                               |                        |         | 1985–1988        |      | 16, 17                                       | 19                                           |
| 3.1.g       | Stadtvilla                              | Am Tegeler Hafen 12 (Lage)                            |               | Antoine Grumbach · Kontaktarchitekt: Klaus Kammann                                        |                        |         | 1985–1988        |      | 16, 17                                       | 19                                           |
| 3.1.h       | Wohnschlange                            | Am Tegeler Hafen 14–26 (Lage)                         |               | Regina Poly, Karl-Heinz Steinebach, Friedrich Weber                                       |                        |         | 1985–1988        |      | 16, 17                                       | 19                                           |
| 3.1.i       | MRY-Wohnanlage                          | Am Tegeler Hafen 28–32 (Lage)                         |               | Charles Willard Moore, John Ruble, Buzz Yudell                                            |                        |         | 1985–1988        |      | 16, 17                                       | 17                                           |
| 3.1.j       | Wohnschlange                            | Am Tegeler Hafen 34–42(Lage)                          |               | BJSS (Dietrich Bangert, Bernd Jansen, Stefan Scholz, Axel Schultes)                       |                        |         | 1985–1988        |      | 16, 17                                       | 19                                           |
| 3.1.k       | Wohnhaus                                | Am Tegeler Hafen 44 (Lage)                            |               | John Hejduk · Kontaktarchitekt: Moritz Müller                                             |                        |         | 1985–1988        |      | 16, 17                                       | 19                                           |
| 3.1.l       | Öffentlicher Kinderspielplatz           | Wilkestraße (Lage)                                    |               | Spielplatz-Initiative Wilkestraße e.V.                                                    |                        |         | 1987             |      | 16                                           | 16                                           |
| 3.2         | Wohnhaus                                | Schloßstraße 19 (Lage)                                |               | Gustav Peichl · Kontaktarchitekt: Klaus Kammann                                           |                        | 1984    | 1987–1989        |      | 18                                           | 20                                           |
| 3.3.a       | Wohnzeile                               | Karolinenstraße                                       |               | Thomas Herzog                                                                             |                        | 1984    | Nicht ausgeführt |      | 19                                           | -                                            |
| 3.3.b       | Schloßplatz · städtebaulicher Entwurf   | Karolinenstraße, Schloßstraße, Berliner Straße (Lage) |               | Axel Liepe und Hartmut Steigelmann                                                        | 1989                   | 1990    | ab 1991          |      | -                                            | 21                                           |

### Demonstrationsgebiet Prager Platz(IBA-Neu)
| Projekt Nr. | Objekt, Planung                        | Adresse                                            | Block              | Beteiligte Planerinnen und Planer                                                                         | Vorplanung, Wettbewerb | Entwurf | Ausführung       | Bild | Seite in der Projekt- übersicht Ausgabe 1987 | Seite in der Projekt- übersicht Ausgabe 1991 |
| ----------- | -------------------------------------- | -------------------------------------------------- | ------------------ | --- | ---------------------- | ------- | ---------------- | ---- | -------------------------------------------- | -------------------------------------------- |
| 4           | Prager Platz · städtebaulicher Entwurf | Prager Platz (Lage)                                | 124, 126, 130, 131 | Gottfried Böhm                                                                                            |                        | 1977    |                  |      | 22, 23                                       | 24, 25                                       |
| 4.1         | Platzrandbebauung                      | Prager Straße 11, Motzstraße 90–94 (Lage)          | 126                | Rob Krier · Kontaktarchitekt: Klaus Kammann                                                               |                        |         | 1985–1990        |      | 22, 23                                       | 24, 25                                       |
| 4.2         | Platzrandbebauung                      | Aschaffenburger Straße, Prinzregentenstraße (Lage) | 131                | Carlo Aymonino · Kontaktarchitekt: Klaus Kammann                                                          |                        |         | 1985–1990        |      | 22, 23                                       | 24, 25                                       |
| 4.3         | Platzrandbebauung                      | Prager Platz 4–5 (Lage)                            | 130                | Gottfried Böhm · Kontaktarchitekt: Klaus Kammann                                                          |                        |         | 1985–1990        |      | 22, 23                                       | 24, 25                                       |
| 5.1         | Freiraumgestaltung                     | Prager Platz (Lage)                                | 124, 126, 130, 131 | IBA-Entwurf von Holm Becher wurde nicht ausgeführt, stattdessen eine Planung vom Gartenbauamt Wilmersdorf | 1981                   |         | Nicht ausgeführt |      | -                                            | 26, 27                                       |
| 5.2         | Platzrandbebauung                      | Prager Platz (Lage)                                | 124, 125           | Jan Bassenge, Kay Puhan-Schulz, Johannes Heinrich, Walter Schreiber                                       |                        |         | 2000–2002        |      | 24, 25                                       | 26                                           |

### Demonstrationsgebiet Südliches Tiergartenviertel(IBA-Neu)
| Projekt Nr. | Objekt, Planung | Adresse | Block                   | Beteiligte Planerinnen und Planer | Vorplanung, Wettbewerb | Entwurf   | Ausführung       | Bild | Seite in der Projekt- übersicht Ausgabe 1987 | Seite in der Projekt- übersicht Ausgabe 1991 |
| ----------- | --- | --- | ----------------------- | --- | ---------------------- | --------- | ---------------- | ---- | -------------------------------------------- | -------------------------------------------- |
| 6           | Umnutzung der ehemaligen Norwegischen Botschaft                                                                        | Rauchstraße 11 (Lage)                                                                                               | 189                     | Freie Planungsgruppe Berlin und R. Weichmayr |                        |           | 1984–1986        |      | 30                                           | 32                                           |
| 7           | Stadtvillenquartier Rauchstraße                                                                                        | Stülerstraße, Rauchstraße, Thomas-Dehler-Straße (Lage)                                                              | 189                     | Rob Krier · Kontaktarchitekt: Klaus Kammann | 1980                   | 1982      | 1983–1985        |      | 31                                           | 33                                           |
| 7.1         | Stadtvilla Rossi | Thomas-Dehler-Straße 7 (Lage)                                                                                       | 189                     | Aldo Rossi · Kontaktarchitekt: Klaus Kammann |                        | 1982      | 1983–1985        |      | 32                                           | 34                                           |
| 7.2         | Stadtvilla Nielebock                                                                                                   | Thomas-Dehler-Straße 5 (Lage)                                                                                       | 189                     | Henry Nielebock |                        | 1982      | 1983–1985        |      | 32                                           | 34                                           |
| 7.3         | Stadtvilla Grassi | Thomas-Dehler-Straße 3 (Lage)                                                                                       | 189                     | Giorgio Grassi · Kontaktarchitekt: Klaus Kammann |                        | 1982      | 1983–1985        |      | 32                                           | 34                                           |
| 7.4         | Stadtvilla Brenner-Tonon                                                                                               | Thomas-Dehler-Straße 1 (Lage)                                                                                       | 189                     | Benedict Tonon und Klaus Theo Brenner |                        | 1982      | 1983–1985        |      | 32                                           | 34                                           |
| 7.5/6       | Torhaus | Stülerstraße 2 (Lage)                                                                                               | 189                     | Rob Krier · Kontaktarchitekt: Klaus Kammann |                        | 1982      | 1983–1985        |      | 33                                           | 35                                           |
| 7.7         | Stadtvilla Valentiny-Hermann                                                                                           | Rauchstraße 4 (Lage)                                                                                                | 189                     | Francy Valentiny und Hubert Hermann · Kontaktarchitekt: Klaus Kammann |                        | 1982      | 1983–1985        |      | 33                                           | 35                                           |
| 7.8         | Stadtvilla Hollein | Rauchstraße 5 (Lage)                                                                                                | 189                     | Hans Hollein · Kontaktarchitekt: Klaus Kammann |                        | 1982      | 1983–1985        |      | 33                                           | 35                                           |
| 7.9         | Stadtvilla Krier | Rauchstraße 6 (Lage)                                                                                                | 189                     | Rob Krier · Kontaktarchitekt: Klaus Kammann |                        | 1982      | 1983–1985        |      | 33                                           | 35                                           |
| 7.10        | Stadtvillenquartier Freiraumplanung                                                                                    | | 189                     | Cornelia Müller, Jan Wehberg, Elmar Knippschild |                        | 1982      | 1983–1985        |      | 33                                           | 35                                           |
| 8.1         | Öko-Haus Rauchstraße                                                                                                   | Rauchstraße 21 (Lage)                                                                                               | 192                     | Frei Otto, Hermann Kendel, Walter Hötzel | 1980–1981              | 1982–1986 | 1987–1989        |      | 34                                           | 36                                           |
| 8.2         | Öko-Haus Corneliusstraße                                                                                               | Corneliusstraße 11, 12 (Lage)                                                                                       | 192                     | Frei Otto, Hermann Kendel, Walter Hötzel | 1980–1981              | 1982–1986 | 1987–1989        |      | 34                                           | 36                                           |
| 9           | Moderner Wiederaufbau der Brücke über den Landwehrkanal                                                                | Hiroschimasteg (Lage)                                                                                               |                         | Benedict Tonon und Klaus Theo Brenner · Franz-Josef Hilbers |                        |           | 1986–1987        |      | 35                                           | 37                                           |
| 10          | Grün- und Freiflachen im ehemaligen Diplomatenviertel                                                                  | | 195, 197, 198, 199, 544 | Cornelia Müller, Jan Wehberg, Elmar Knippschild | 1985                   | 1987      | 1991–1993        |      | 36, 37                                       | 38, 39                                       |
| 11          | Japanisch-Deutsches Kulturzentrum in der ehemaligen Japanischen Botschaft                                              | Hiroshimastraße 2–4, Tiergartenstraße 24–27 (Lage)                                                                  | 197                     | Kishō Kurokawa und Taiji Yamaguchi |                        |           | 1986–1987        |      | 38                                           | 40                                           |
| 12.1        | Umbau Italienische Botschaft                                                                                           | Hiroshimastraße 1 (Lage)                                                                                            | 198                     | | 1982                   |           | 1997             |      | 39                                           | 41                                           |
| 12.2        | Umbau ehemalige Griechische Botschaft                                                                                  | Hiroshimastraße 11, Hildebrandstraße 4 (Lage)                                                                       | 198                     | | 1982                   |           | Hausbrand 1988   |      | 39                                           | 41                                           |
| 12.3        | Umbau ehemalige Estnische Botschaft                                                                                    | Hildebrandstraße 5 (Lage)                                                                                           | 198                     | | 1982                   |           | 2001             |      | 39                                           | 41                                           |
| 13          | Wissenschaftszentrum Berlin                                                                                            | Reichpietschufer 48–58 (Lage)                                                                                       | 204                     | James Stirling und Michael Wilford · Kontaktarchitekten: BJSS (Dietrich Bangert, Bernd Jansen, Stefan Scholz, Axel Schultes) | 1979–1980              | 1982      | 1984–1988        |      | 40, 41                                       | 42, 43                                       |
| 14          | Wohnen am Kulturforum                                                                                                  | Hitzigallee 17–21 (Lage)                                                                                            | 204                     | Kurt Ackermann | 1981                   | 1984      | 1984–1985        |      | 42, 43                                       | 44, 45                                       |
| 15          | Neubebauung Kulturforum                                                                                                | | 201, 202, 205, 636, 637 | Hans Hollein | 1983                   |           | Nicht ausgeführt |      | 44, 45                                       | 46, 47                                       |
| 16          | Wohnbebauung am Westrand des Lützowplatzes                                                                             | Lützowplatz 2–16 (Lage)                                                                                             | 220                     | Oswald Mathias Ungers |                        | 1979      | 1980–1983        |      | 46, 47                                       | 48, 49                                       |
| 17.1        | Neugestaltung des Lützowplatzes                                                                                        | Lützowplatz (Lage)                                                                                                  | 233, 221                | Cornelia Müller, Jan Wehberg, Elmar Knippschild | 1983                   | 1987      | 1990–1991        |      | 48, 49                                       | 50, 51                                       |
| 17.2        | Erweiterungsbauten des Hotel Berlin, Berlin                                                                            | Lützowufer (Lage)                                                                                                   | 233, 221                | Städtebau und Fassade: Benedict Tonon und Klaus Theo Brenner · Gebäudeinnenstruktur: Michael König | 1983                   | 1987      | 1990–1991        |      | 48, 49                                       | 50, 51                                       |
| 18          | Wohnpark am Lützowplatz · städtebaulicher Entwurf                                                                      | Lützowstraße, Lützowplatz (Lage)                                                                                    | 234                     | Herbert Gergs und Siegfried Gergs | 1981                   | 1984–1988 |                  |      | 50, 51                                       | 52, 53                                       |
| 18.1        | Wohnhaus | Lützowstraße 66 (Lage)                                                                                              | 234                     | Hans-Peter Störl |                        |           | 1987–1990        |      | 52                                           | 54, 56                                       |
| 18.2        | Wohnhaus | Lützowstraße 65 (Lage)                                                                                              | 234                     | AGP – Arbeitsgemeinschaft Stadtplanung, Bauplanung, Programmierung (Hans Heidenreich, Michael Polensky, Reinhard Vogel, Helmut Zeumer) |                        |           | 1987–1990        |      | 52                                           | 54, 56                                       |
| 18.3        | Wohnhaus | Wohnhaus Lützowstraße 64 (Lage)                                                                                     | 234                     | Siegfried Gergs |                        |           | 1987–1990        |      | 52                                           | 54, 56                                       |
| 18.4        | Wohnhäuser | Lützowstraße 61–63 (Lage)                                                                                           | 234                     | BJSS (Dietrich Bangert, Bernd Jansen, Stefan Scholz, Axel Schultes) |                        |           | 1987             |      | 53                                           |                                              |
| 18.5        | Wohnhäuser | Lützowstraße 59/60 (Lage)                                                                                           | 234                     | Christian de Portzamparc |                        |           | 1987–1990        |      | 52                                           | 55                                           |
| 18.6        | Wohnhäuser | Lützowstraße 57/58 (Lage)                                                                                           | 234                     | Harald Deilmann |                        |           | 1987–1990        |      | 52                                           | 55                                           |
| 18.7        | Wohnhaus | Lützowplatz 1 (Lage)                                                                                                | 234                     | Mario Botta |                        |           | 1988–1990        |      | 53                                           | 54, 55                                       |
| 18.8        | Wohnhaus | Lützowplatz 3 (Lage)                                                                                                | 234                     | Peter Cook und Christine Hawley · Kontaktarchitekten: Hinrich Baller und Inken Baller |                        |           | 1988–1990        |      | 54                                           | 54, 55                                       |
| 18.9        | Wohnhaus | Lützowplatz 5 (Lage)                                                                                                | 234                     | BJSS (Dietrich Bangert, Bernd Jansen, Stefan Scholz, Axel Schultes) |                        |           | 1988–1990        |      | 54                                           | 54, 55                                       |
| 18.10       | Stadtvilla | Lützowstraße 60A (Lage)                                                                                             | 234                     | Finn Bartels und Christoph Schmidt-Ott |                        |           | 1987–1990        |      | 55                                           | 57                                           |
| 18.11       | Stadtvilla | Lützowstraße 60B (Lage)                                                                                             | 234                     | Siegfried Gergs |                        |           | 1987–1990        |      | 55                                           | 57                                           |
| 18.12       | Stadtvilla | Lützowstraße 64A (Lage)                                                                                             | 234                     | Hans-Peter Störl |                        |           | 1987–1990        |      | 54                                           | 56                                           |
| 18.13       | Stadtvilla | Lützowstraße 64B (Lage)                                                                                             | 234                     | Siegfried Gergs |                        |           | 1987–1990        |      | 53                                           | 56                                           |
| 18.14       | Stadtvilla | Lützowstraße 64C (Lage)                                                                                             | 234                     | Werner Goehner |                        |           | 1987–1990        |      | 54                                           | 56                                           |
| 18.15       | Verwaltungsbau | Karl-Heinrich-Ulrichs-Straße 20–26 (Lage)                                                                           | 234                     | Heinz Hilmer und Christoph Sattler |                        |           | 1987             |      | -                                            | 57                                           |
| 18.16       | Umspannwerk | Karl-Heinrich-Ulrichs-Straße 18 (Lage)                                                                              | 234                     | Max Dudler und Karl Dudler |                        |           | 1988             |      | 55                                           | 57                                           |
| 18.17       | Stadtvilla | Karl-Heinrich-Ulrichs-Straße 20 (Lage)                                                                              | 234                     | Der IBA-Entwurf von Daniel Libeskind wurde nicht ausgeführt, stattdessen ein anderer Entwurf (nicht IBA) |                        |           | Nicht ausgeführt |      | -                                            | 52                                           |
| 18.18       | Stadtvilla | Karl-Heinrich-Ulrichs-Straße 20A (Lage)                                                                             | 234                     | Pierluigi Nicolin |                        |           | 1990–1992        |      | -                                            | 52                                           |
| 18.19       | Stadtvilla | Karl-Heinrich-Ulrichs-Straße 20B (Lage)                                                                             | 234                     | Emilio Battisti |                        |           | 1990–1992        |      | -                                            | 52                                           |
| 18.20       | Stadtvilla | Karl-Heinrich-Ulrichs-Straße 20C (Lage)                                                                             | 234                     | Stefan Schroth |                        |           | 1990–1992        |      | -                                            | 52                                           |
| 19          | Kindertagesstätte | Lützowstraße 61 (Lage)                                                                                              | 234                     | Klaus Baesler und Bernhard Schmidt | 1981                   | 1984      | 1989–1990        |      | 56                                           | 58                                           |
| 20.1        | Stadtvilla | Kurfürstenstraße 59 (Lage)                                                                                          | 234                     | Heinz Hilmer und Christoph Sattler | 1981                   | 1988      | 1989–1989        |      | 57                                           | 59                                           |
| 20.2        | Stadtvilla | Kurfürstenstraße 60 (Lage)                                                                                          | 234                     | Ante Josip von Kostelac | 1981                   | 1988      | 1989–1989        |      | 57                                           | 59                                           |
| 20.3        | Stadtvillen Kurfürstenstraße Freiraumplanung                                                                           | Kurfürstenstraße 59/60 (Lage)                                                                                       | 234                     | Hannelore Kossel |                        |           |                  |      | 57                                           | 59                                           |
| 21          | Wohn- und Geschäftshaus mit ca. 85 Wohnungen                                                                           | Lützowufer 15–19 (Lage)                                                                                             | 647                     | Statt der IBA-Planung das Hotel Esplanade von Jürgen Sawade ausgeführt (nicht IBA) |                        |           | Nicht ausgeführt |      | 58                                           | 60                                           |
| 22          | Wohnhaus | Lützowufer 14 (Lage)                                                                                                | 647                     | Erich Schneider-Wesseling, Hanno Lagemann, Zeki Dinekli | 1979                   |           | 1988–1989        |      | 59                                           | 61                                           |
| 23.1        | Wohnhaus | Lützowstraße 45G–H (Lage)                                                                                           | 647                     | Andreas Brandt | 1979                   |           | 1982–1985        |      | 60, 61                                       | 62, 63                                       |
| 23.2        | Wohnhaus | Lützowstraße 47G–H (Lage)                                                                                           | 647                     | Thomas Heiß | 1979                   |           | 1982–1985        |      | 60, 61                                       | 62, 63                                       |
| 23.3        | Wohnhaus | Lützowstraße 49E–F (Lage)                                                                                           | 647                     | Axel Liepe | 1979                   |           | 1982–1985        |      | 60, 61                                       | 62, 63                                       |
| 23.3        | Wohnhaus | Lützowstraße 51E–F (Lage)                                                                                           | 647                     | Hartmut Steigelmann | 1979                   |           | 1982–1985        |      | 60, 61                                       | 62, 63                                       |
| 23.4        | Wohnhaus | Lützowstraße 47C–D (Lage)                                                                                           | 647                     | Gerkan, Marg und Partner | 1979                   |           | 1982–1985        |      | 60, 61                                       | 62, 63                                       |
| 23.5        | Wohnhaus | Lützowstraße 49A–B (Lage)                                                                                           | 647                     | Gerkan, Marg und Partner | 1979                   |           | 1982–1985        |      | 60, 61                                       | 62, 63                                       |
| 23.6        | Wohnhaus | Lützowstraße 51A–B (Lage)                                                                                           | 647                     | Gerkan, Marg und Partner | 1979                   |           | 1982–1985        |      | 60, 61                                       | 62, 63                                       |
| 23.7        | Wohnhaus | Lützowstraße 45 (Lage)                                                                                              | 647                     | Rainer Oefelein und Bernhard Freund | 1979                   |           | 1982–1985        |      | 60, 61                                       | 62, 63                                       |
| 23.8        | Wohnhaus | Lützowstraße 45C–D (Lage)                                                                                           | 647                     | Rainer Oefelein und Bernhard Freund | 1979                   |           | 1982–1985        |      | 60, 61                                       | 62, 63                                       |
| 23.9        | Wohnhaus | Lützowstraße 47 (Lage)                                                                                              | 647                     | Rainer Oefelein und Bernhard Freund | 1979                   |           | 1982–1985        |      | 60, 61                                       | 62, 63                                       |
| 23.10       | Wohnhaus | Lützowstraße 49 (Lage)                                                                                              | 647                     | Rainer Oefelein und Bernhard Freund | 1979                   |           | 1982–1985        |      | 60, 61                                       | 62, 63                                       |
| 23.11       | Wohnhaus | Lützowstraße 51 (Lage)                                                                                              | 647                     | Rainer Oefelein und Bernhard Freund | 1979                   |           | 1982–1985        |      | 60, 61                                       | 62, 63                                       |
| 23.12       | Wohnhaus | Lützowstraße 45A–B (Lage)                                                                                           | 647                     | Manfred Schiedhelm und Karen Axelrad | 1979                   |           | 1982–1985        |      | 60, 61                                       | 62, 63                                       |
| 23.13       | Wohnhaus | Lützowstraße 47A–B (Lage)                                                                                           | 647                     | Manfred Schiedhelm und Karen Axelrad | 1979                   |           | 1982–1985        |      | 60, 61                                       | 62, 63                                       |
| 23.14       | Wohnhaus | Lützowstraße 49C–D(Lage)                                                                                            | 647                     | Manfred Schiedhelm und Karen Axelrad | 1979                   |           | 1982–1985        |      | 60, 61                                       | 62, 63                                       |
| 23.15       | Wohnhaus | Lützowstraße 51C–D(Lage)                                                                                            | 647                     | Manfred Schiedhelm und Karen Axelrad | 1979                   |           | 1982–1985        |      | 60, 61                                       | 62, 63                                       |
| 23.16       | Wohnhaus | Lützowstraße 45E–F (Lage)                                                                                           | 647                     | Otto Steidle | 1979                   |           | 1982–1985        |      | 60, 61                                       | 62, 63                                       |
| 23.17       | Wohnhaus | Lützowstraße 47E–F (Lage)                                                                                           | 647                     | Otto Steidle | 1979                   |           | 1982–1985        |      | 60, 61                                       | 62, 63                                       |
| 23.18       | Wohnhaus | Lützowstraße 49G–H (Lage)                                                                                           | 647                     | Otto Steidle | 1979                   |           | 1982–1985        |      | 60, 61                                       | 62, 63                                       |
| 23.19       | Wohnhaus | Lützowstraße 51G–H (Lage)                                                                                           | 647                     | Otto Steidle |                        |           | 1982–1985        |      | 60, 61                                       | 62, 63                                       |
| 24          | Torhäuser | Lützowstraße 44–51 (Lage)                                                                                           | 647                     | Vittorio Gregotti (Gregotti Assoiciati) |                        | 1981      | 1984–1986        |      | 62                                           | 64                                           |
| 25          | Spielplatz | Lützowstraße 43 (Lage)                                                                                              | 647                     | Gartenbauamt Tiergarten |                        | 1986      | 1990             |      | 63                                           | 65                                           |
| 26          | Kita und Spielplatz | Lützowstraße 41 (Lage)                                                                                              | 647                     | Jasper Halfmann und Klaus Zillich |                        | 1984      | 1989–1991        |      | 64                                           | 66                                           |
| 27          | Umbau Altes Pumpwerk                                                                                                   | Genthiner Straße 10 (Lage)                                                                                          | 647                     | Statt dem IBA-Entwurf von Hermann Czech ein Entwurf von Bernd Baumeister und Bernd Richter ausgeführt (nicht IBA) |                        | 1983      | Nicht ausgeführt |      | 65                                           | 67                                           |
| 28          | Energiesparhäuser am Landwehrkanal                                                                                     | Lützowufer 1–5 (Lage)                                                                                               | 647                     | Hannelore Kossel |                        |           | 1983–1985        |      | 66, 67                                       | 68, 69                                       |
| 28.1        | Energiesparhaus 1 | Lützowufer 1A/B (Lage)                                                                                              | 647                     | Bernd Faskel und Vladimir Nicolic | 1980–1981              | 1982–1983 | 1983–1985        |      | 66, 67                                       | 68, 69                                       |
| 28.2        | Energiesparhaus 2 | Lützowufer 2/2A (Lage)                                                                                              | 647                     | Gerkan, Marg und Partner | 1980–1981              | 1982–1983 | 1983–1985        |      | 66, 67                                       | 68, 69                                       |
| 28.3        | Energiesparhaus 3 | Lützowufer 3/3A (Lage)                                                                                              | 647                     | Pysall, Jensen, Stahrenberg und Partner | 1980–1981              | 1982–1983 | 1983–1985        |      | 66, 67                                       | 68, 69                                       |
| 28.4        | Energiesparhaus 4 | Lützowufer 4/4A (Lage)                                                                                              | 647                     | Kilpper und Partner | 1980–1981              | 1982–1983 | 1983–1985        |      | 66, 67                                       | 68, 69                                       |
| 28.5        | Energiesparhaus 5 | Lützowufer 5/5A (Lage)                                                                                              | 647                     | Manfred Schiedhelm und Karen Axelrad | 1980–1981              | 1982–1983 | 1983–1985        |      | 66, 67                                       | 68, 69                                       |
| 29          | Blockentwicklungskonzept und neues Nutzungskonzept für die Geschäftsstraße Block 235                                   | Derfflingerstraße, Lützowstraße, Genthiner Straße, Kurfürstenstraße (Lage)                                          | 235                     | Grundbewertung der Altbausubstanz: Lothar Kummer, Winfried Sannig, Hans-Joachim Wenk · Blockentwicklungskonzept: Bärbel Grundl und Sigrid Kayser · Hofbegrünung: Ingenieurgruppe Ökolaus – ökologische Landschaftspflege, Architektur- und Siedlungsplanung           | 1983–1984              | 1984–1987 |                  |      | 68, 69                                       | 70, 71                                       |
| 29.1        | Schulerweiterung | Lützowstraße | 235                     | Schulerweiterung: Hochbauamt Tiergarten, Benedict Tonon und Klaus Theo Brenner (Turnhalle) |                        | 1983–1987 | 1991             |      | 68, 69                                       | 70, 71                                       |
| 30          | Eckhaus an der Kluckstraße                                                                                             | Lützowstraße 31, Kluckstraße 18 (Lage)                                                                              | 224                     | Antoine Grumbach · Kontaktarchitekt: Klaus Kammann |                        |           | 1985             |      | 70                                           | 72                                           |
| 31          | Magdeburger Platz | Magdeburger Platz (Lage)                                                                                            | 236                     | Bezirksamt Tiergarten, Gartenbauamt | 1981                   | 1985      | 1986             |      | 71                                           | 73                                           |
| 32          | Blockentwickungskonzept Block 238                                                                                      | Lützowstraße, Potsdamer Straße, Pohlstraße, Kluckstraße (Lage)                                                      | 238                     | Grundbewertung der Altbausubstanz: Lothar Kummer, Winfried Sannig, Hans-Joachim Wenk · Blockentwicklungskonzept: Christiane Borgelt und Veronika Keckstein · Hofbegrünung: Ingenieurgruppe Ökolaus – ökologische Landschaftspflege, Architektur- und Siedlungsplanung |                        | 1984–1986 | 1987             |      | 72                                           | 74                                           |
| 33          | Schulerweiterung Fritzlar-Homberg Schule                                                                               | Lützowstraße 82–88 (Lage)                                                                                           | 238                     | Bezirksamt Tiergarten, Hochbauamt |                        | 1986      | 1989–1991        |      | 73                                           | 75                                           |
| 34          | Kindertagesstätte | Pohlstraße 87–89 (Lage)                                                                                             | 644                     | Reinhard Schmock und Günther Schöneweiss |                        | 1986      | 1990             |      | 74, 75                                       | 76, 77                                       |
| 35          | Umgestaltung Parkplatz zur Grünfläche                                                                                  | Kurfürstenstraße 41–47, Genthiner Straße 49–53 (Lage)                                                               | 644                     | SAL-Planungsgruppe Schulten |                        | 1984      | Nicht ausgeführt |      | 76                                           | 78                                           |
| 36          | Wohnhaus | Pohlstraße 77 (Lage)                                                                                                | 644                     | Hans-Busso von Busse | 1984                   | 1985–1986 | 1987–1988        |      | 77                                           | 79                                           |
| 37          | Blockentwickungskonzept Block 644                                                                                      | Pohlstraße, Potsdamer Straße, Kurfürstenstraße, Genthiner Straße (Lage)                                             | 644                     | Grundbewertung der Altbausubstanz: Lothar Kummer, Winfried Sannig, Hans-Joachim Wenk · Blockentwicklungskonzept: Christiane Borgelt, Karin Ganssauge, Veronika Keckstein                                                                                              |                        | 1985–1986 |                  |      | 78, 79                                       | 80, 81                                       |
| 38          | Wohnen „Am Karlsbad“ · städtebaulicher Entwurf                                                                         | (Lage) | 227, 228                | Richard Meier |                        | 1982      |                  |      | 80                                           | 82                                           |
| 38.1        | Wohnen „Am Karlsbad“ Haus 1                                                                                            | Potsdamer Straße 55, Am Karlsbad 33 (Lage)                                                                          | 228                     | Jürgen Sawade |                        |           | 1984–1985        |      | 80, 81                                       | 82, 83                                       |
| 38.2        | Wohnen „Am Karlsbad“ Haus 2                                                                                            | Potsdamer Straße 59, Bissingzeile 1–3 (Lage)                                                                        | 228                     | Georg Heinrichs |                        |           | 1984–1985        |      | 80, 81                                       | 82, 83                                       |
| 38.3        | Wohnen „Am Karlsbad“ Haus 3                                                                                            | Am Karlsbad 2/2A (Lage)                                                                                             | 228                     | Heinz Hilmer und Christoph Sattler |                        |           | 1984–1985        |      | 80, 81                                       | 82, 83                                       |
| 39          | Park „Am Karlsbad“ | Schöneberger Ufer, Am Karlsbad (Lage)                                                                               | 227                     | Heinz Hilmer und Christoph Sattler, Bezirksamt Tiergarten, Gartenbauamt, Markus Lüpertz |                        | 1985–1987 | 1987–1989        |      | 82                                           | 84                                           |
| 40          | Solarhaus Lützowstraße                                                                                                 | Lützowstraße 3–5 (Lage)                                                                                             | 228                     | IBUS-GmbH und Hasso Schreck, Gustav Hillmann, Joachim Nagel, Peter Kempchen, Michael Güldenberg |                        |           | 1987–1988        |      | 83                                           | 85                                           |
| 41          | Verwaltungs- und Technikgebäude der EAB-Fernwärme GmbH, Großwärmepumpe                                                 | Flottwellstraße 4–5 (Lage)                                                                                          | 228                     | Mario Maedebach und Werner Redeleit · Heinrich Tepasse · Freie Planungsgruppe Berlin |                        | 1983      | 1986–1987        |      | 84, 85                                       | 86, 87                                       |
| 42          | „Stadtkante mit Wohn- und Gewerbebauten“· Städtebaulicher Entwurf Gelände am ehemaligen Potsdamer Güterbahnhofsgelände | Flottwellstraße 1–18, Am Karlsbad 11–15, Lützowstraße 1–5 und 7, 107–113 Bissingzeile 13–19, Pohlstraße 2–24 (Lage) | 228                     | Wohn- und Geschäftshäuser: Daniel Libeskind · Kinderspielplatz: Stefan Haan · Kindertagesstätte: Jörn-Peter Schmidt-Thomsen und Helga Schmidt-Thomsen. | 1984                   | 1986–1989 | Nicht ausgeführt |      | 86, 87                                       | 88, 89                                       |
| 43          | Straßenumgestaltung Körnerstraße und Entwicklungskonzepte für angrenzende Teile der Blöcke 239 und 240                 | Körnerstraße (Lage)                                                                                                 | 239, 240                | Straßenkonzept und Verkehrsbestandsaufnahme: Gruppe Planwerk, Tiefbauamt Tiergarten · Bestandsaufnahme Block: Martin Bausch · Gutachten für die Blockecken: Regina Poly, Harald Meißner und Nicola Fortmann-Drühe                                                     |                        | 1986–1987 | 1990–1991        |      | 88                                           | 90                                           |
| 44          | Wohnhaus | Körnerstraße 25–28, Lützowstraße 99 (Lage)                                                                          | 240                     | Rupert Ahlborn und Wolfgang Roemer |                        | 1982–1986 | 1987–1988        |      | 89                                           | 91                                           |
| 45          | Spielplatz innerhalb einer Baulücke                                                                                    | Pohlstraße 11–19 (Lage)                                                                                             | 242                     | Gartenbauamt Tiergarten |                        | 1984–1986 | 1988–1989        |      | 90                                           | 92                                           |
| 46.1        | Eckhaus | Pohlstraße 63, Potsdamer Straße 101 (Lage)                                                                          | 242                     | Hinrich Baller und Inken Baller |                        | 1982–1985 | 1987–1989        |      | 91                                           | 93                                           |
| 46.2        | Wohnbebauung | Pohlstraße 43–52 (Lage)                                                                                             | 242                     | Gerd Neumann |                        |           |                  |      | 91                                           | 93                                           |
| 46.3        | Wohnbebauung | Pohlstraße 53–59 (Lage)                                                                                             | 242                     | Planungskollektiv Nr. 1 |                        |           | 1984–1985        |      | 91                                           | 93                                           |

### Demonstrationsgebiet Südliche Friedrichstadt(IBA-Neu)
| Projekt Nr. | Objekt, Planung                                                                                    | Adresse                                                                                             | Block       | Beteiligte Planerinnen und Planer | Vorplanung, Wettbewerb                | Entwurf                               | Ausführung                                | Bild | Seite in der Projekt- übersicht Ausgabe 1987 | Seite in der Projekt- übersicht Ausgabe 1991 |
| ----------- | -------------------------------------------------------------------------------------------------- | --------------------------------------------------------------------------------------------------- | ----------- | --- | ------------------------------------- | ------------------------------------- | ----------------------------------------- | ---- | -------------------------------------------- | -------------------------------------------- |
| 47          | Wohnhaus                                                                                           | Köthener Straße 39–43 (Lage)                                                                        | 1           | Hans Christian Müller | 1981                                  | 1982                                  | 1984–1985                                 |      | 96, 97                                       | 98. 99                                       |
| 48.1        | Wohnhaus                                                                                           | Köthener Straße 35–37, Bernburger Straße 16–18 (Lage)                                               | 1           | Oswald Mathias Ungers | 1981–1982                             | 1986                                  | 1987–1990                                 |      | 98, 99                                       | 100, 101                                     |
| 48.2        | Kinderspielplatz                                                                                   | Bernburger Straße 13–15 (Lage)                                                                      | 1           | Oswald Mathias Ungers · Cornelia Müller, Jan Wehberg, Elmar Knippschild |                                       |                                       | 1988–1989                                 |      | 98                                           | 100                                          |
| 49          | Städtebaulicher Entwurf Block 6                                                                    | Bernburger Straße, Dessauer Straße (Lage)                                                           | 6           | Städtebaulicher Entwurf: Oswald Mathias Ungers und Bernd Faskel · Blockkonzept: Rave Architekten                                                                             | 1981                                  | 1982                                  |                                           |      | 100                                          | 102                                          |
| 49.1        | Wohnhaus Bernburger Straße 22/23                                                                   | Bernburger Straße 22/23 (Lage)                                                                      | 6           | Friedrich Karl Borck, Matthias Boye, Dietrich Schaefer |                                       |                                       | 1985–1987                                 |      | 100, 101                                     | 102, 103                                     |
| 49.2        | Hof mit Grauwasser-Pflanzenkläranlage                                                              | Bernburger Straße, Dessauer Straße (Lage)                                                           | 6           | Hans Loidl, Christoph Luz, Harald Kraft |                                       | 1985                                  | 1985–1987                                 |      | 100, 101                                     | 102, 103                                     |
| 49.3        | Wohnhaus                                                                                           | Bernburger Straße 26, Dessauer Straße 9, 10 (Lage)                                                  | 6           | Rave Architekten |                                       |                                       | 1985–1987                                 |      | 100, 102                                     | 102, 104                                     |
| 49.4        | Wohnhaus                                                                                           | Dessauer Straße 11/12 (Lage)                                                                        | 6           | Dietmar Grötzebach, Günter Plessow, Reinhold Ehlers |                                       |                                       | 1985–1987                                 |      | 100, 102                                     | 102, 104                                     |
| 49.5        | Wohnhaus                                                                                           | Dessauer Straße 13/14 (Lage)                                                                        | 6           | Christoph Langhof |                                       |                                       | 1985–1987                                 |      | 100, 102                                     | 102, 104                                     |
| 50          | Eckhaus                                                                                            | Bernburger Straße 10–13, Dessauer Straße 7–8 (Lage)                                                 | 1           | Bernd Baumeister und Bernd Richter | 1984                                  | 1985                                  | 1987–1989                                 |      | 103                                          | 105                                          |
| 51          | Städtebaulicher Entwurf Block 2                                                                    | Dessauer Straße, Stresemannstraße, Bernburger Straße (Lage)                                         | 2           | Städtebaulicher Entwurf: Oswald Mathias Ungers und Bernd Faskel · Gutachten und Seminare: Christine Jachmann, Myra Warhaftig                                                 | 1981, 1984–1986                       |                                       |                                           |      | 104, 105                                     | 106, 107                                     |
| 51.1        | Eckhaus                                                                                            | Dessauer Straße, Stresemannstraße (Lage)                                                            | 2           | Zaha Hadid und Philip Michael Wolfson · Kontaktarchitekt: Stefan Schroth |                                       | 1987–1990                             | 1993–1994                                 |      | 104, 105                                     | 106, 107                                     |
| 51.2        | Wohnhaus                                                                                           | Dessauer Straße 38–40 (Lage)                                                                        | 2           | Myra Warhaftig |                                       | 1988–1990                             | 1991–1993                                 |      | 104, 105                                     | 106, 107                                     |
| 51.3        | Wohnhaus                                                                                           | Dessauer Straße 36/37 (Lage)                                                                        | 2           | Christine Jachmann |                                       | 1988–1990                             | 1991–1993                                 |      | 104, 105                                     | 106, 107                                     |
| 51.4        | Wohnhaus                                                                                           | Dessauer Straße 34/35 (Lage)                                                                        | 2           | WADECO Warsaw Development Consortio (Romuald Loegler) · Kontaktarchitektin: Christine Jachmann                                                                               |                                       | 1988–1990                             | 1991–1993                                 |      | 104, 105                                     | 106, 107                                     |
| 51.5        | Wohnhaus                                                                                           | Bernburger Straße 9a–c (Lage)                                                                       | 2           | WADECO Warsaw Development Consortio (Romuald Loegler) · Kontaktarchitektin: Christine Jachmann                                                                               |                                       | 1988–1990                             | 1991–1993                                 |      | 104, 105                                     | 106, 107                                     |
| 51.6        | Wohnhaus                                                                                           | Bernburger Straße 6 (Lage)                                                                          | 2           | Peter Blake · Kontaktarchitekt: Moritz Müller |                                       | 1988–1990                             | 1991–1993                                 |      | -                                            | 106                                          |
| 51.7        | Freiraumgestaltung Block 2                                                                         | Dessauer Straße, Bernburger Straße (Lage)                                                           | 2           | Hannelore Kossel |                                       |                                       |                                           |      | -                                            |                                              |
| 52          | Wohnanlage Block 7                                                                                 | Schöneberger Straße, Hafenplatz, Dessauer Straße, Fanny-Hensel-Weg (Lage)                           | 7           | Städtebaulicher Entwurf Oswald Mathias Ungers und Bernd Faskel · Blockkonzept: Arbeitsgemeinschaft Block 7 (Haus-Rucker-Co, Nalbach-Nalbach, Kohlmaier-von Sartory)          | 1981                                  | 1982–1986                             |                                           |      | 106–108                                      | 108–110                                      |
| 52.1        | Wohnhaus                                                                                           | Schöneberger Straße 5 (Lage)                                                                        | 7           | Josef Paul Kleihues |                                       |                                       | 1987–1990                                 |      | 106–108                                      | 108–110                                      |
| 52.2        | Eckhaus                                                                                            | Schöneberger Straße, Hafenplatz, Dessauer Straße (Lage)                                             | 7           | Georg Kohlmaier und Barna von Sartory |                                       |                                       | 1987–1990                                 |      | 106–108                                      | 108–110                                      |
| 52.3        | Eckhaus                                                                                            | Schöneberger Straße, Fanny-Hensel-Weg (Lage)                                                        | 7           | Gernot Nalbach und Johanne Nalbach |                                       |                                       | 1987–1990                                 |      | 106–108                                      | 108–110                                      |
| 52.4        | Eckhaus                                                                                            | Dessauer Straße, Fanny-Hensel-Weg (Lage)                                                            | 7           | Gernot Nalbach und Johanne Nalbach |                                       |                                       | 1987–1990                                 |      | 106–108                                      | 108–110                                      |
| 52.5        | Wohnhaus                                                                                           | Dessauer Straße 23A (Lage)                                                                          | 7           | Haus-Rucker-Co – Günter Zamp Kelp, Laurids Ortner, Manfred Ortner |                                       |                                       | 1987–1990                                 |      | 106–108                                      | 108–110                                      |
| 52.6        | Wohnhaus                                                                                           | Dessauer Straße 23 (Lage)                                                                           | 7           | Gernot Nalbach und Johanne Nalbach |                                       |                                       | 1987–1990                                 |      | 106–108                                      | 108–110                                      |
| 52.7        | Wohnhaus                                                                                           | Schöneberger Straße 9–12 (Lage)                                                                     | 7           | Haus-Rucker-Co. (Günter Zamp Kelp, Laurids Ortner, Manfred Ortner) |                                       |                                       | 1987–1990                                 |      | 106–108                                      | 108–110                                      |
| 52.8        | Freiraumgestaltung Block 7                                                                         | Schöneberger Straße, Hafenplatz, Dessauer Straße, Fanny-Hensel-Weg (Lage)                           | 7           | Cornelia Müller, Jan Wehberg, Elmar Knippschild |                                       |                                       | 1987–1990                                 |      | 106–108                                      | 108–110                                      |
| 53          | Wohnhaus                                                                                           | Dessauer Straße 30–31 (Lage)                                                                        | 7           | Klaus Effenberger |                                       |                                       | 1985–1987                                 |      | 109                                          | 111                                          |
| 54          | Kindertagesstätte                                                                                  | Fanny-Hensel-Weg (Lage)                                                                             | 7           | Peter Brinkert |                                       | 1986–1987                             | 1988–1990                                 |      | 110                                          | 112                                          |
| 55          | Umbau einer Garagenanlage zur Kfz-Lehrwerkstatt                                                    | Schöneberger Straße 21A–22 (Lage)                                                                   | 14          | Dieter Hundertmark und Dieter Ketterer |                                       | 1985                                  | Nicht ausgeführt                          |      | 111                                          | 113                                          |
| 56          | Erweiterung des Verwaltungsgebäudes der DB/VdeR                                                    | Hallesches Ufer 74–76 (Lage)                                                                        | 14          | Entwurf 1: Christoph Mäckler · Entwurf 2: Heinz Tesar |                                       | 1984–1986                             | Nicht ausgeführt                          |      | 112, 113                                     | 114, 115                                     |
| 57          | Grundschule am Anhalter Park (Fanny-Hensel-Grundschule)                                            | Schöneberger Straße 23–27 (Lage)                                                                    | 14          | Wolfgang Scharlach und Rainer Wischhusen | 1981                                  | 1986                                  | 1987–1990                                 |      | 114, 115                                     | 116, 117                                     |
| 58          | Straßenumbau Friedrichsvorstadt                                                                    | Askanischer Platz (Lage)                                                                            | 14          | Askanischer Platz: Joachim Dörr, Axel Ludolf, Josef Wimmer · Durchwegung Block 7: Hans Loidl und AG Block 7 (Haus-Rucker-Co, Nalbach und Nalbach, Kohlmaier und von Sartory) |                                       | 1982–1985                             | 1992–1994                                 |      | 116, 117                                     | 118, 119                                     |
| 59          | Stadtteilpark mit Kinderspielplatz und Sportplatz auf dem Gelände des ehemaligen Anhalter Bahnhofs | Anhalter Park, Askanischer Platz, Möckernstraße, Hallesches Ufer, Schöneberger Straße (Lage)        | 14          | Wolfgang Scharlach und Rainer Wischhusen |                                       | 1982–1989                             | 1990–1991                                 |      | 118, 119                                     | 120, 121                                     |
| 60          | Wettbewerb Erweiterung Familiengericht                                                             | Kleinbeerenstraße 13–19, Möckernstraße 124–127, Hallesches Ufer 62–66 (Lage)                        | 608         | Oswald Mathias Ungers, ausgeführter Bau kein IBA-Projekt |                                       | 1989–1990                             | Ausgeführter Bau kein IBA-Projekt         |      | -                                            | 122. 123                                     |
| 60.1        | Kindertagesstätte                                                                                  | Hallesche Straße 20–22 (Lage)                                                                       | 608         | Hochbauamt Kreuzberg |                                       | 1983                                  | 1986–1988                                 |      | 120                                          | 124                                          |
| 61          | Stadtplatz                                                                                         | Ida-Wolff-Platz (Lage)                                                                              | 15, 18, 608 | Vorentwurf von Oswald Mathias Ungers und Bernd Faskel · Überarbeitung von Jasper Halfmann und Klaus Zillich · Entwurfsgutachten von Ruth Golan und Kay Zareh                 | 1981                                  | 1981–1987                             |                                           |      | 121                                          | 125                                          |
| 63.1        | Kultur- und Geschäftshaus (Willy-Brandt-Haus)                                                      | Stresemannstraße 20–28 (Lage)                                                                       | 19          | Helge Bofinger | 1981                                  | 1983                                  | 1993–1996                                 |      | 122                                          | 126                                          |
| 63.2        | Grünfläche mit Kinderspielplatz                                                                    | Wilhelmstraße 131–136, Stresemannstraße 38–42 (Lage)                                                | 19          | Jasper Halfmann und Klaus Zillich, Gartenbauamt Kreuzberg | 1981                                  | 1983–1987                             |                                           |      | 123                                          | 127                                          |
| 64.1        | Wohnen an der Grünpassage „Stresemann-Mews“                                                        | Wilhelmstraße 132–133, Stresemannstraße 42–44 (Lage)                                                | 19          | Jasper Halfmann und Klaus Zillich, Heinrich Tepasse | 1981                                  | 1983                                  | 1991–1992                                 |      | 124, 125                                     | 128, 129                                     |
| 64.2        | Wohn- und Geschäftshaus                                                                            | Stresemannstraße 46 (Lage)                                                                          | 19          | Helge Bofinger, Olaf Gibbins, Jochen Bultmann |                                       |                                       | 1988–1990                                 |      | 124, 125                                     | 128, 129                                     |
| 65.1        | Wohnturm                                                                                           | Wilhelmstraße 119 (Lage)                                                                            | 9           | Pietro Derossi · Kontaktarchitekt: Klaus Kammann | 1981                                  | 1985                                  | 1986–1988                                 |      | 126,127                                      | 130, 131                                     |
| 65.2        | Selbstbauterrassen                                                                                 | Wilhelmstraße 120 (Lage)                                                                            | 9           | Dietrich von Beulwitz | 1981                                  | 1985                                  | 1986–1988                                 |      | 126–127                                      | 130, 131                                     |
| 65.3        | Spielplatz                                                                                         | Wilhelmstraße 121 (Lage)                                                                            | 9           | Jasper Halfmann und Klaus Zillich |                                       | 1984                                  |                                           |      | 126, 127                                     | 130                                          |
| 66.1        | Wohnhaus mit Turm                                                                                  | Wilhelmstraße 108–115 (Lage)                                                                        | 9           | Grupo 2C (Salvador Tarrago Cid und Juan Theilacker-Pons) · Kontaktarchitekten: Rainer Döring und Gabriele Ruoff                                                              |                                       | 1984                                  | 1988                                      |      | 128, 129                                     | 132, 133                                     |
| 66.2        | Wohnhaus                                                                                           | Anhalter Straße 10–12 (Lage)                                                                        | 9           | Jochen Brandi |                                       |                                       |                                           |      | 128, 129                                     | 132, 133                                     |
| 67          | Gemeindezentrum der Dreifaltigkeits-Kirchengemeinde                                                | Wilhelmstraße 114/115 (Lage)                                                                        | 9           | Heinz-Jürgen Drews |                                       | 1986                                  | 1986–1988                                 |      | 130                                          | 134                                          |
| 68          | Glashalle, Hotelerweiterung                                                                        | Anhalter Straße 8–9 (Lage)                                                                          | 9           | IBA-Entwurf von Jochen Brandi nicht ausgeführt, stattdessen Hotelbau Siegfried Nagel (nicht IBA)                                                                             |                                       |                                       | Ausgeführtes Hotel ist kein IBA-Projekt   |      | 131                                          | 135                                          |
| 69          | Kunst- und KulturCentrum Kreuzberg „KuKuCK“                                                        | Anhalter Straße 7 (Lage)                                                                            | 9           | IBA-Planung von Jochen Brandi und Susanne Krätz wurde nicht ausgeführt | 1981                                  | 1983                                  | Ausgeführte Planung ist kein IBA-Projekt  |      | 132, 133                                     | 136, 137                                     |
| 70          | Gedenkpark auf dem Gelände des ehemaligen Prinz-Albrecht-Palais, Gestapo-Gelände                   | Anhalter Straße 13–20, Wilhelmstraße 98–107, Stresemannstraße 102, Niederkirchnerstraße 8–10 (Lage) | 3           | IBA-Entwurf von Jürgen Wenzel und Nikolaus Lang wurde nicht ausgeführt, stattdessen Topografie des Terrors (nicht IBA)                                                       | 1983–1984                             |                                       | Ausgeführte Planung ist kein IBA-Projekt  |      | 134, 135                                     | 138, 139                                     |
| 71          | Städtebaulicher Entwurf, Blockkonzept Wohn- und Gewerbehof                                         | Kochstraße 67–75, Wilhelmstraße 40–42a, Zimmerstraße 1–10 (Lage)                                    | 4           | Josep Martorell, Oriol Bohigas, David Mackay | 1982                                  | 1986                                  |                                           |      | 136–139                                      | 140–143                                      |
| 71.1        | Wohnhaus                                                                                           | Zimmerstraße 10 (Lage)                                                                              | 4           | Joachim Schürmann |                                       | 1987                                  | 1988–1991                                 |      | 136–139                                      | 140–143                                      |
| 71.2–5      | Wohnhäuser                                                                                         | Zimmerstraße 6–9 (Lage)                                                                             | 4           | Finn Bartels und Christoph Schmidt-Ott |                                       | 1987                                  | 1988–1991                                 |      | 136–139                                      | 140–143                                      |
| 71.6        | Wohn- und Geschäftshaus                                                                            | Wilhelmstraße 42, Zimmerstraße 2 (Lage)                                                             | 4           | Joachim Schürmann |                                       | 1987                                  | 1988–1991                                 |      | 136–139                                      | 140–143                                      |
| 71.7        | Wohn- und Geschäftshaus                                                                            | Wilhelmstraße 41 (Lage)                                                                             | 4           | Herbert Pfeiffer und Christoph Ellermann |                                       | 1987                                  | 1988–1991                                 |      | 136–139                                      | 140–143                                      |
| 71.8        | Wohn- und Geschäftshaus                                                                            | Wilhelmstraße 40 (Lage)                                                                             | 4           | Jean Flammang, Burkhard Grashorn, Aldo Licker |                                       | 1987                                  | 1988–1991                                 |      | 136–139                                      | 140–143                                      |
| 71.9        | Wohn- und Geschäftshaus                                                                            | Kochstraße 29 (Lage)                                                                                | 4           | Peter Faller, Hermann Schröder, Christian Muschalek |                                       | 1987                                  | 1988–1991                                 |      | 136–139                                      | 140–143                                      |
| 71.10       | Torhaus                                                                                            | Kochstraße 29 (Lage)                                                                                | 4           | Josep Martorell, Oriol Bohigas, David Mackay |                                       | 1987                                  | 1988–1991                                 |      | 136–139                                      | 140–143                                      |
| 71.11       | Wohn- und Geschäftshaus                                                                            | Kochstraße 28 (Lage)                                                                                | 4           | Peter Faller, Hermann Schröder, Christian Muschalek |                                       | 1987                                  | 1988–1991                                 |      | 136–139                                      | 140–143                                      |
| 71.12       | Torhaus                                                                                            | Kochstraße 28 (Lage)                                                                                | 4           | Josep Martorell, Oriol Bohigas, David Mackay |                                       | 1987                                  | 1988–1991                                 |      | 136–139                                      | 140–143                                      |
| 71.13       | Wohn- und Geschäftshaus                                                                            | Kochstraße 27 (Lage)                                                                                | 4           | Peter Faller, Hermann Schröder, Christian Muschalek |                                       | 1987                                  | 1988–1991                                 |      | 136–139                                      | 140–143                                      |
| 71.14       | Torhaus                                                                                            | Kochstraße 27 (Lage)                                                                                | 4           | Josep Martorell, Oriol Bohigas, David Mackay |                                       | 1987                                  | 1988–1991                                 |      | 136–139                                      | 140–143                                      |
| 71.15       | Freiraumplanung Wohn- und Gewerbehof                                                               | Kochstraße, Wilhelmstraße, Zimmerstraße (Lage)                                                      | 4           | Cornelia Müller, Jan Wehberg, Elmar Knippschild |                                       | 1987                                  | 1988–1991                                 |      | 136–139                                      | 140–143                                      |
| 72.1        | Wohnhaus am Checkpoint Charlie                                                                     | Friedrichstraße 207/208 (Lage)                                                                      | 4           | Office for Metropolitan Architecture – OMA (Elia Zenghelis, Matthias Sauerbruch, Rem Koolhaas) · Freiraumplanung: Freie Planungsgruppe Berlin                                | 1981                                  | 1985                                  | 1987–1989                                 |      | 140                                          | 144                                          |
| 73          | Wohn- und Gewerbebebauung, Torhaus                                                                 | Kochstraße 17–25 (Lage)                                                                             | 4           | Josep Martorell, Oriol Bohigas, David Mackay · Kontaktarchitekt: Klaus Kammann · Freiraumplanung: Freie Planungsgruppe Berlin                                                | 1981                                  | 1987                                  | 1989–1990                                 |      | 141                                          | 145                                          |
| 74          | Instandsetzung des ehemaligen Barockhauses am Checkpoint Charlie                                   | Zimmerstraße 19a, Friedrichstraße 206 (Lage)                                                        | 4           | Vorplanung: Christian Koch · Ausführung Drees und Wucherpfennig |                                       |                                       | 1986–1988                                 |      | 142                                          | 146                                          |
| 75          | Stützenhaus an der Kochstraße                                                                      | Kochstraße 12–14, Kochstraße 7a (Lage)                                                              | 10          | Hochbau: Dietmar Grötzebach, Günter Plessow, Reinhold Ehlers · Freiraumplanung: Hannelore Kossel                                                                             | 1981                                  | 1987                                  | 1988–1990                                 |      | 143                                          | 147                                          |
| 76          | Wohn- und Geschäftshäuser                                                                          | Wilhelmstraße 36–38, Kochstraße 1–4 (Lage)                                                          | 10          | Hochbau: Aldo Rossi, Gianni Braghieri, Christopher Stead · Kontaktarchitekten: Dietmar Grötzebach, Günter Plessow, Reinhold Ehlers · Freiraumplanung: Hannelore Kossel       | 1980–1981                             | 1986                                  | 1986–1987                                 |      | 144, 145                                     | 148, 149                                     |
| 77          | Eckhaus                                                                                            | Puttkamerstraße 13, Friedrichstraße 221 (Lage)                                                      | 10          | Raimund Abraham | 1980–1981                             | 1982–1986                             | Nicht ausgeführt                          |      | 146                                          | 150                                          |
| 78          | Kindertagesstätte im Block                                                                         | Wilhelmstraße 13, 14, Friedrichstraße 235/236 (Lage)                                                | 20          | Jan Bassenge, Kay Puhan-Schulz, Johannes Heinrich, Walter Schreiber | 1981                                  | 1984–1986                             | 1990                                      |      | 147                                          | 151                                          |
| 79          | Blockkonzept Wohnbebauungen zur Blockreparatur                                                     | Wilhelmstraße 10–11 und 13–15, Friedrichstraße 232–234 (Lage)                                       | 20          | Jan Bassenge, Kay Puhan-Schulz, Johannes Heinrich, Walter Schreiber, Rave Architekten                                                                                        | 1981                                  | 1982                                  |                                           |      | 148–151                                      | 152–155                                      |
| 79.1        | Wohnhaus                                                                                           | Wilhelmstraße 10/11 (Lage)                                                                          | 20          | Jan Bassenge, Kay Puhan-Schulz, Johannes Heinrich, Walter Schreiber |                                       |                                       | 1990–1992                                 |      | 148–151                                      | 152–155                                      |
| 79.2        | Rundhofhaus                                                                                        | Wilhelmstraße 10/11 (Lage)                                                                          | 20          | Rave Architekten |                                       |                                       | 1990–1992                                 |      | 148–151                                      | 152–155                                      |
| 79.3        | Torhaus und Lichthofhaus                                                                           | Wilhelmstraße 13/14 (Lage)                                                                          | 20          | Helmut Bier, Hans Korn, Hansjürg Zeitler |                                       |                                       | 1990–1992                                 |      | 148–151                                      | 152–155                                      |
| 79.4        | Brandwandbebauungen                                                                                | | 20          | Hansjürg Zeitler |                                       |                                       | Nicht ausgeführt                          |      | 148–151                                      | 152–155                                      |
| 79.5        | Tor- und Uhrenhaus                                                                                 | Friedrichstraße 234 (Lage)                                                                          | 20          | John Hejduk · Kontaktarchitekt: Moritz Müller | 1982                                  | 1985–1989                             | 1990–1991                                 |      | 148–151                                      | 152–155                                      |
| 79.6        | Freiraumplanung                                                                                    | | 20          | Regina Poly |                                       |                                       | 1990–1992                                 |      | 148–151                                      | 152–155                                      |
| 80          | Altbauerneuerung und Wohnhausneubau                                                                | Friedrichstraße 237/238 (Lage)                                                                      | 20          | Ralf Dähne und Helge Dahl |                                       | 1984–1989                             | 1990–1991                                 |      | 152                                          | 156                                          |
| 81          | Theodor-Wolff-Park                                                                                 | (Lage)                                                                                              | 20          | Regina Poly und Dieter Pfannenstiel | 1981                                  | 1985–1987                             | 1988–1990                                 |      | 153                                          | 157                                          |
| 82          | Selbsthilfeprojekt Tommy-Weisbecker-Haus                                                           | Wilhelmstraße 9 (Lage)                                                                              | 20          | Abram Mott und Harald Schöning | 1981                                  | 1982                                  | 1982–1987                                 |      | 154, 155                                     | 158, 159                                     |
| 83.1        | Kultur- und Freizeitzentrum, Erweiterung der Begegnungsstätte der Gehörlosen                       | Friedrichstraße 10 (Lage)                                                                           | 606         | Douglas Clelland | 1984                                  | 1986–1987                             | 1990                                      |      | 156, 157                                     | 160, 161                                     |
| 83.2        | Kultur- und Freizeitzentrum, Erweiterung der Begegnungsstätte der Gehörlosen                       | Friedrichstraße 11 (Lage)                                                                           | 606         | Mario Maedebach und Werner Redeleit | 1984                                  | 1986–1987                             | 1990                                      |      | 156, 157                                     | 160, 161                                     |
| 83.3        | Kultur- und Freizeitzentrum, Erweiterung der Begegnungsstätte der Gehörlosen                       | Friedrichstraße 12 (Lage)                                                                           | 606         | Joachim Schmidt | 1984                                  | 1986–1987                             | 1990                                      |      | 156, 157                                     | 160, 161                                     |
| 83.4        | Wohn- und Geschäftshaus                                                                            | Friedrichstraße 14–15 (Lage)                                                                        | 606         | Walther Stepp | 1984                                  | 1988                                  | 1989–1991                                 |      | -                                            | 160, 161                                     |
| 84          | Grundschule und Sonderschule Förderschwerpunkt Sprache                                             | Friedrichstraße 13, Lindenstraße 98–106 (Lage)                                                      | 606         | Gino Valle, Mario Broggi, Michael Burckhardt | 1984                                  | 1986–1987                             | 1988–1990                                 |      | 158, 159                                     | 162, 163                                     |
| 85          | Bebauung an der Friedrichstraße und an der Markgrafenstraße, Umgestaltung der Blumengroßmarkthalle | Friedrichstraße 18, 19, Lindenstraße 88–98 (Lage)                                                   | 606         | BJSS (Dietrich Bangert, Bernd Jansen, Stefan Scholz, Axel Schultes) | 1983                                  | 1984–1988                             | Nicht ausgeführt                          |      | 160                                          | 164                                          |
| 86          | Besselpark                                                                                         | Friedrich-, Bessel- und Markgrafenstraße (Lage)                                                     | 606         | Jasper Halfmann und Klaus Zillich | 1985                                  |                                       |                                           |      | 161                                          | 165                                          |
| 87          | Kindertagesstätte im Besselpark                                                                    | Besselstraße Ecke Markgrafenstraße (Lage)                                                           | 606         | IBA-Entwurf von Christoph Langhof nicht ausgeführt · Stattdessen anderer Kita-Entwurf (nicht IBA)                                                                            |                                       | 1985                                  | Nicht ausgeführt                          |      | 162                                          | 166                                          |
| 88          | Wohnungsbau am Besselpark                                                                          | Besselstraße 13–24, Friedrichstraße 29/30 (Lage)                                                    | 606         | |                                       |                                       | Nicht ausgeführt                          |      | 163                                          | 167                                          |
| 89          | Straßenumbau im Bereich Friedrichstraße                                                            | Friedrichstraße (Lage)                                                                              |             | Brandt, Heiß, Maedebach, Redeleit |                                       |                                       |                                           |      | 164, 165                                     | 168, 169                                     |
| 90          | Wohnbebauung mit Atelierturm Kreuzberg Tower                                                       | Charlottenstraße 96–98 (Lage)                                                                       | 11          | John Hejduk · Kontaktarchitekt: Moritz Müller | 1980                                  | 1983                                  | 1986–1988                                 |      | 166, 167                                     | 170, 171                                     |
| 91          | Wohn- und Geschäftshaus                                                                            | Friedrichstraße 32/33 (Lage)                                                                        | 11          | Raimund Abraham, Heike Büttner, Claus Neumann · Kontaktarchitekten: Günter Plessow und Reinhold Ehlers                                                                       | 1980–1981                             | 1984–1985                             | 1986–1987                                 |      | 168                                          | 172                                          |
| 92          | Wohn- und Geschäftsbauten                                                                          | Friedrichstraße 38–40, Charlottenstraße 87–89 (Lage)                                                | 11          | Benedict Tonon und Klaus Theo Brenner | 1985                                  | 1988–1989                             | Nicht ausgeführt                          |      | 169                                          | 173                                          |
| 93a         | Wohn- und Geschäftshaus                                                                            | | 11          | IBA-Entwurf von Bruno Reichlin und Fabio Reinhart nicht ausgeführt · Stattdessen Entwurf Heinz Schudnagies und Uwe Hameyer (nicht IBA)                                       |                                       |                                       | Nicht ausgeführt                          |      | 170, 171                                     | 174, 175                                     |
| 93b         | Hotel und Gästehaus                                                                                | | 11          | IBA-Entwurf von Bruno Reichlin und Fabio Reinhart nicht ausgeführt · Stattdessen TAZ-Gebäude Gerhard Spangenberg (in Abstimmung mit IBA)                                     |                                       |                                       | Nicht ausgeführt                          |      | 170, 171                                     | 174, 175                                     |
| 94          | Haus am Checkpoint Charlie                                                                         | (Lage)                                                                                              | 5           | Peter Eisenman | 1980–1981                             | 1984–1985                             | 1985–1986                                 |      | 172                                          | 176                                          |
| 95          | Wohnhaus                                                                                           | (Lage)                                                                                              | 5           | Hans Kammerer, Walter Belz, Klaus Kucher | 1980–1981                             | 1984                                  | 1984–1985                                 |      | 173                                          | 177                                          |
| 96          | Grünanlage am Checkpoint Charlie                                                                   | | 5           | Peter Eisenman und Jacquelin Robertson |                                       |                                       | Nicht ausgeführt                          |      | 174                                          | 178                                          |
| 97          | Blockpark an der Junkerstraße                                                                      | | 26, 30      | Regina Poly |                                       |                                       | Nicht ausgeführt                          |      | 175                                          | 179                                          |
| 98          | Wohnhof LiMa                                                                                       | Markgrafenstraße 5–8, Lindenstraße 81–84 (Lage)                                                     | 30          | Herman Hertzberger und Henk de Weijer · Kontaktarchiteken: Hinrich Baller und Inken Baller                                                                                   |                                       | 1982–1983                             | 1984–1986                                 |      | 176, 177                                     | 180, 181                                     |
| 99          | Wohnpark am Berlin-Museum                                                                          | (Lage)                                                                                              | 33          | Städtebaulicher Entwurf: Hans Kollhoff und Arthur Ovaska | 1981–1982                             | 1982–1983                             | 1984–1986                                 |      | 178–182                                      | 182–186                                      |
| 99.1.a      | Wohnzeile                                                                                          | Am Berlin Museum 2–18 (Lage)                                                                        | 33          | Hans Kollhoff und Arthur Ovaska |                                       |                                       | 1984–1986                                 |      | 178–182                                      | 182–186                                      |
| 99.1b       | Wohnturm                                                                                           | Alte Jakobstraße 129 d (Lage)                                                                       | 33          | Hans Kollhoff und Arthur Ovaska |                                       |                                       | 1984–1986                                 |      | 178–182                                      | 182–186                                      |
| 99.2        | Wohnhaus                                                                                           | Lindenstraße 15–17 (Lage)                                                                           | 33          | Werner Kreis, Peter Schaad, Ulrich Schaad |                                       |                                       | 1984–1986                                 |      | 178–182                                      | 182–186                                      |
| 99.3        | Westliche Tor- und Gartenhäuser                                                                    | Am Berlin Museum 17, 19, und 25/27 (Lage)                                                           | 33          | Horst Hielscher und Georg-Peter Mügge |                                       |                                       |                                           |      | 178–182                                      | 182–186                                      |
| 99.4        | Mittlere Tor- und Gartenhäuser                                                                     | Am Berlin Museum 5, 7, 13/15 und 21/23 (Lage)                                                       | 33          | Franz Claudius Demblin |                                       |                                       | 1984–1986                                 |      | 178–182                                      | 182–186                                      |
| 99.5        | Östliche Tor- und Gartenhäuser                                                                     | Am Berlin Museum 1, 3, 9 und 11 (Lage)                                                              | 33          | Jochem Jourdan, Bernhard Müller, Sven Albrecht |                                       |                                       | 1984–1986                                 |      | 178–182                                      | 182–186                                      |
| 99.6        | Wohnhaus                                                                                           | Alte Jakobstraße 135/136 (Lage)                                                                     | 33          | Stavoprojekt Liberec (John Eisler, Emil Přikryl, Jiří Suchomel) |                                       |                                       | 1984–1986                                 |      | 178–182                                      | 182–186                                      |
| 99.7        | Wohnhaus                                                                                           | Alte Jakobstraße 129–133 (Lage)                                                                     | 33          | Dieter Frowein und Gerhard Spangenberg |                                       |                                       | 1984–1986                                 |      | 178–182                                      | 182–186                                      |
| 99.8        | Wohnhaus im Innenhof                                                                               | Lindenstraße 19 (Lage)                                                                              | 33          | Arata Isozaki |                                       |                                       | 1984–1986                                 |      | 178–182                                      | 182–186                                      |
| 99.9        | Wohnpark am Berlin-Museum · Freiraumplanung                                                        | Am Berlin Museum, Alte Jakobstraße, Lindenstraße                                                    | 33          | Dieter Frowein, Gerhard Spangenberg, Holm Becker |                                       |                                       |                                           |      | 178–182                                      | 182–186                                      |
| 100         | Garten am Berlin Museum                                                                            | Hollmannstraße 14–18, Alte Jakobstraße 137–138 (Lage)                                               | 33          | Hans Kollhoff und Arthur Ovaska |                                       |                                       |                                           |      | 183                                          | 187                                          |
| 100.1       | Wettbewerb zur Erweiterung des Berlin Museums mit Abteilung Jüdisches Museum                       | Lindenstraße 9–10, Hollmannstraße 19–27 (Lage)                                                      | 622         | Daniel Libeskind, Wettbewerbs-Team: Donald Bates, Attilio Terragni, Marina Stankovic, Marco Vido                                                                             | 1988                                  | 1989                                  | Ausgeführter Entwurf ist kein IBA-Projekt |      | -                                            | 188, 189                                     |
| 101.1       | Straßenumbau im Bereich Ritterstraße und Alte Jakobstraße                                          | Ritterstraße, Alte Jakobstraße (Lage)                                                               |             | Hans-Günther Rogalla und Michael Veit |                                       |                                       | 1984–1987                                 |      | 184, 185                                     | 190                                          |
| 101.2       | Straßenumbau im Bereich Feilnerstraße                                                              | Feilnerstraße (Lage)                                                                                |             | Jasper Halfmann und Klaus Zillich |                                       |                                       | 1983–1984                                 |      | 184, 185                                     | 190                                          |
| 101.3       | Straßenumbau im Bereich Am Berlin Museum                                                           | Am Berlin Museum (Lage)                                                                             |             | Hans Kollhoff und Arthur Ovaska |                                       |                                       | 1986                                      |      | 184, 185                                     | 190                                          |
| 102         | Wohnanlage Ritterstraße-Nord                                                                       | Ritterstraße, Feilnerstraße, Oranienstraße, Lindenstraße, Alte Jakobstraße (Lage)                   | 28, 31      | städtebaulicher Entwurf: Rob Krier | 1977 (Block 31), 1982–1983 (Block 28) | 1979 (Block 31), 1985–1986 (Block 28) | 1979 (Block 31), 1985–1986 (Block 28)     |      | 186–190                                      | 191–197                                      |
| 102.1       | Wohnanlage Ritterstraße-Nord · Freiraumplanung                                                     | Ritterstraße, Feilnerstraße, Oranienstraße, Lindenstraße, Alte Jakobstraße (Lage)                   | 28, 31      | Jasper Halfmann und Klaus Zillich |                                       | 1979                                  | 1982–1988                                 |      | 186–190                                      | 191–197                                      |
| 102.31.1    | Wohnhaus                                                                                           | Ritterstraße 60B (Lage)                                                                             | 31          | BJSS (Dietrich Bangert, Bernd Jansen, Stefan Scholz, Axel Schultes) |                                       | 1979                                  | 1982–1983                                 |      | 186–190                                      | 191–197                                      |
| 102.31.2    | Wohnhaus                                                                                           | Lindenstraße 30 (Lage)                                                                              | 31          | Eckhard Feddersen, Wolfgang von Herder und Partner |                                       | 1979                                  | 1982–1983                                 |      | 186–190                                      | 191–197                                      |
| 102.31.3    | Wohnhaus                                                                                           | Lindenstraße 31 (Lage)                                                                              | 31          | Eckhard Feddersen, Wolfgang von Herder und Partner |                                       | 1979                                  | 1982–1983                                 |      | 186–190                                      | 191–197                                      |
| 102.31.4    | Wohnhaus                                                                                           | Feilnerstraße 1 (Lage)                                                                              | 31          | Joachim Ganz und Walter Rolfes |                                       | 1979                                  | 1982–1983                                 |      | 186–190                                      | 191–197                                      |
| 102.31.5    | Wohnhaus                                                                                           | Feilnerstraße 1A (Lage)                                                                             | 31          | BJSS (Dietrich Bangert, Bernd Jansen, Stefan Scholz, Axel Schultes) |                                       | 1979                                  | 1982–1983                                 |      | 186–190                                      | 191–197                                      |
| 102.31.6    | Wohnhaus                                                                                           | Feilnerstraße 1B (Lage)                                                                             | 31          | Barbara Benzmüller und Wolfgang Wörner |                                       | 1979                                  | 1982–1983                                 |      | 186–190                                      | 191–197                                      |
| 102.31.7    | Wohnhaus                                                                                           | Feilnerstraße 2/2A (Lage)                                                                           | 31          | Rob Krier · Kontaktarchitekt: Klaus Kammann |                                       | 1979                                  | 1982–1983                                 |      | 186–190                                      | 191–197                                      |
| 102.31.8    | Wohnhaus                                                                                           | Ritterstraße 58/58A (Lage)                                                                          | 31          | BJSS (Dietrich Bangert, Bernd Jansen, Stefan Scholz, Axel Schultes) |                                       | 1979                                  | 1982–1983                                 |      | 186–190                                      | 191–197                                      |
| 102.31.9    | Wohnhaus                                                                                           | Ritterstraße 59/59A (Lage)                                                                          | 31          | Andreas Brandt, Thomas Heiß, Axel Liepe, Hartmut Steigelmann |                                       | 1979                                  | 1982–1983                                 |      | 186–190                                      | 191–197                                      |
| 102.31.10   | Wohnhaus                                                                                           | Ritterstraße 59B (Lage)                                                                             | 31          | Barbara Benzmüller und Wolfgang Wörner |                                       | 1979                                  | 1982–1983                                 |      | 186–190                                      | 191–197                                      |
| 102.31.11   | Wohnhaus                                                                                           | Ritterstraße 60 (Lage)                                                                              | 31          | BJSS (Dietrich Bangert, Bernd Jansen, Stefan Scholz, Axel Schultes) |                                       | 1979                                  | 1982–1983                                 |      | 186–190                                      | 191–197                                      |
| 102.31.12   | Wohnhaus                                                                                           | Ritterstraße 60A (Lage)                                                                             | 31          | Andreas Brandt, Thomas Heiß, Axel Liepe, Hartmut Steigelmann |                                       | 1979                                  | 1982–1983                                 |      | 186–190                                      | 191–197                                      |
| 102.31.13   | Wohnhaus                                                                                           | Ritterstraße 56 (Lage)                                                                              | 31          | Barbara Benzmüller und Wolfgang Wörner |                                       | 1979                                  | 1982–1983                                 |      | 186–190                                      | 191–197                                      |
| 102.31.14   | Wohnhaus                                                                                           | Ritterstraße 56/56A (Lage)                                                                          | 31          | Andreas Brandt, Thomas Heiß, Axel Liepe, Hartmut Steigelmann |                                       | 1979                                  | 1982–1983                                 |      | 186–190                                      | 191–197                                      |
| 102.31.15   | Wohnhaus                                                                                           | Ritterstraße 56B/57/57A (Lage)                                                                      | 31          | Barbara Benzmüller und Wolfgang Wörner |                                       | 1979                                  | 1982–1983                                 |      | 186–190                                      | 191–197                                      |
| 102.31.16   | Wohnhaus                                                                                           | Feilnerstraße 3A (Lage)                                                                             | 31          | Rob Krier · Kontaktarchitekt: Klaus Kammann |                                       | 1979                                  | 1982–1983                                 |      | 186–190                                      | 191–197                                      |
| 102.31.17   | Wohnhaus                                                                                           | Feilnerstraße 4 (Lage)                                                                              | 31          | Urs Müller und Thomas Rhode |                                       | 1979                                  | 1982–1983                                 |      | 186–190                                      | 191–197                                      |
| 102.31.18   | Wohnhaus                                                                                           | Feilnerstraße 4A (Lage)                                                                             | 31          | Joachim Ganz und Walter Rolfes |                                       | 1979                                  | 1982–1983                                 |      | 186–190                                      | 191–197                                      |
| 102.31.19   | Wohnhaus                                                                                           | Alte Jakobstraße 120A (Lage)                                                                        | 31          | Urs Müller und Thomas Rhode |                                       | 1979                                  | 1982–1983                                 |      | 186–190                                      | 191–197                                      |
| 102.31.20   | Wohnhaus                                                                                           | Alte Jakobstraße 121 (Lage)                                                                         | 31          | Joachim Ganz und Walter Rolfes |                                       | 1979                                  | 1982–1983                                 |      | 186–190                                      | 191–197                                      |
| 102.31.21   | Wohnhaus                                                                                           | Ritterstraße 55 (Lage)                                                                              | 31          | Andreas Brandt, Thomas Heiß, Axel Liepe, Hartmut Steigelmann |                                       | 1979                                  | 1982–1983                                 |      | 186–190                                      | 191–197                                      |
| 102.31.22   | Wohnhaus                                                                                           | Ritterstraße 55A (Lage)                                                                             | 31          | Urs Müller und Thomas Rhode |                                       | 1979                                  | 1982–1983                                 |      | 186–190                                      | 191–197                                      |
| 102.31.23   | Wohnhaus                                                                                           | Ritterstraße 55B (Lage)                                                                             | 31          | Eckhard Feddersen, Wolfgang von Herder und Partner |                                       | 1979                                  | 1982–1983                                 |      | 186–190                                      | 191–197                                      |
| 102.28.1    | Wohnhaus                                                                                           | Lindenstraße 36 (Lage)                                                                              | 28          | Barbara Benzmüller und Wolfgang Wörner |                                       | 1983–1985                             | 1986–1988                                 |      | -                                            | 191–197                                      |
| 102.28.2    | Wohnhaus                                                                                           | Lindenstraße 38, Oranienstraße 99 (Lage)                                                            | 28          | Eckhard Feddersen, Wolfgang von Herder und Partner |                                       | 1983–1985                             | 1986–1988                                 |      | -                                            | 191–197                                      |
| 102.28.3    | Wohnhaus                                                                                           | Oranienstraße 100 (Lage)                                                                            | 28          | Axel Liepe und Hartmut Steigelman |                                       | 1983–1985                             | 1986–1988                                 |      | -                                            | 191–197                                      |
| 102.28.4    | Torhaus                                                                                            | Oranienstraße 101 (Lage)                                                                            | 28          | BJSS (Dietrich Bangert, Bernd Jansen, Stefan Scholz, Axel Schultes) |                                       | 1983–1985                             | 1986–1988                                 |      | -                                            | 191–197                                      |
| 102.28.5    | Torhaus                                                                                            | Oranienstraße 104 (Lage)                                                                            | 28          | BJSS (Dietrich Bangert, Bernd Jansen, Stefan Scholz, Axel Schultes) |                                       | 1983–1985                             | 1986–1988                                 |      | -                                            | 191–197                                      |
| 102.28.6    | Wohnhaus                                                                                           | Oranienstraße 105 (Lage)                                                                            | 28          | Barbara Benzmüller und Wolfgang Wörner |                                       | 1983–1985                             | 1986–1988                                 |      | -                                            | 191–197                                      |
| 102.28.7    | Wohnhaus                                                                                           | Oranienstraße 102A (Lage)                                                                           | 28          | Urs Müller und Thomas Rhode |                                       | 1983–1985                             | 1986–1988                                 |      | -                                            | 191–197                                      |
| 102.28.8    | Wohnhaus                                                                                           | Oranienstraße 103 (Lage)                                                                            | 28          | Joachim Ganz und Walter Rolfes |                                       | 1983–1985                             | 1986–1988                                 |      | -                                            | 191–197                                      |
| 102.28.9    | Wohnhaus                                                                                           | Feilnerstraße 12 (Lage)                                                                             | 28          | Joachim Ganz und Walter Rolfes |                                       | 1983–1985                             | 1986–1988                                 |      | -                                            | 191–197                                      |
| 102.28.10   | Wohnhaus                                                                                           | Feilnerstraße 10/11 (Lage)                                                                          | 28          | Rob Krier · Kontaktarchitekt: Klaus Kammann |                                       | 1983–1985                             | 1986–1988                                 |      | -                                            | 191–197                                      |
| 102.28.11   | Wohnhaus                                                                                           | Feilnerstraße 8/9 (Lage)                                                                            | 28          | Rob Krier · Kontaktarchitekt: Klaus Kammann |                                       | 1983–1985                             | 1986–1988                                 |      | -                                            | 191–197                                      |
| 102.28.12   | Wohnhaus                                                                                           | Feilnerstraße 7 (Lage)                                                                              | 28          | Barbara Benzmüller und Wolfgang Wörner |                                       | 1983–1985                             | 1986–1988                                 |      | -                                            | 191–197                                      |
| 103.1       | Umbau ehemaliges Redaktionshaus „Der Merkur“                                                       | Lindenstraße 32–34 (Lage)                                                                           | 28          | Eckhard Feddersen, Wolfgang von Herder und Partner |                                       | 1978–1979                             | 1986–1987                                 |      | 191                                          | 198, 199                                     |
| 103.2       | Umbau ehemaliges Geschäftshaus „Handelsstätte Lindenhaus“                                          | Lindenstraße 35 (Lage)                                                                              | 28          | Eckhard Feddersen, Wolfgang von Herder und Partner |                                       | 1978–1979                             | 1986–1987                                 |      | 191                                          | 198, 199                                     |
| 104         | Jugendhaus „Alte Feuerwache“                                                                       | Lindenstraße 40/41 (Lage)                                                                           | 24          | Heinz-Jürgen Drews | 1983                                  |                                       | 1989–1991                                 |      | 192, 193                                     | 200, 201                                     |

### BeteiligteIBA-Neu
AGP – Arbeitsgemeinschaft Stadtplanung, Bauplanung, Programmierung (Hans Heidenreich, Michael Polensky, Reinhard Vogel, Helmut Zeumer) · Raimund Abraham · Kurt Ackermann und Partner · Rupert Ahlborn und Wolfgang Roemer · Amt für Kindertagesstätten der Kirche Berlin-Brandenburg · Arbeitsgemeinschaft ökologischer Stadtumbau · Carlo Aymonino und Aldo Aymonino · Klaus Baesler und Bernhard Schmidt · Hinrich Baller und Inken BaIler · BJSS (Dietrich Bangert, Bernd Jansen, Stefan Scholz, Axel Schultes) · Finn Bartels und Christoph Schmidt-Ott · Bassenge, Puhan-Schulz und Partner · Emilio Battisti · Bernd Baumeister und Bernd Richter · Martin Bausch · Holm Becher · Barbara Benzmüller und Wolfgang Wörner · Berliner Eigenheimbau GmbH · Dietrich von Beulwitz · Peter Blake · Gottfried Böhm · Helge Bofinger und Partner · Borck-Boye-Schaefer · Christiane Borgelt, Karin Ganssauge, Veronika Keckstein · Mario Botta · Jochen Brandi · Andreas Brandt und Rudolf Böttcher · Brandt, Heiß, Liepe, Steigelmann · Stephan Braunfels · Klaus Theo Brenner und Benedict Tonon · Peter Brinkert · Hans-Busso von Busse · Clelland Associates · Alan Colquhoun, John Miller and Partners · Compactplan · Cook und Hawley · Hermann Czech · Ralf D. Dähne und Helge Dahl · DeGeWo · Harald Deilmann · Franz Claudius Demblin · Pietro Derossi · Wolfgang Doge und Udo Dagenbach · Rainer Daring und Gabriele Ruoff · Joachim Dörr, Axel Ludolf, Josef Wimmer · Dress und Wucherpfennig · Heinz-Jürgen Drews · Max Dudler und Karl Dudler · Architekturbüro Durchbruch · Klaus Effenberger · Angelika Ehlers, Konrad Paulick · Peter Eisenman und Jaquelin Robertson · Elmiger, J. Karstedt · Christian Faber und Klaus Krebs · Peter Faller, Hermann Schröder, Christian Muschalek · Bernd Faskel · Eckhard Feddersen, Wolfgang von Herder und Partner · Jean Flammang, Burkhard Grashorn, Aldo Licker · Forschungsstelle für den Handel · Dieter Robert Frank · Freie Planungsgruppe Berlin · Dieter Frowein · Joachim Ganz und Walter Rolfes · Siegfried Gergs · von Gerkan, Marg und Partner · Olaf Gibbins, Jochen Bultmann und Partner · Werner H. Goehner · Ruth Golan und Kay Zareh · Giorgio Grassi · Gregotti Associati (Vittorio Gregotti) · Dietmar Grötzebach, Günter Plessow, Reinhold Ehlers · Klaus Martin Groth · Johannes Grützke · Antoine Grumbach · Bärbel Grundl und Sigrid Kayser · Grupo 2C · Gruppe Planwerk · Michael Güldenberg · Stefan Haan · Zaha M. Hadid · Hühndel, Wolff, Zell · Jasper Halfmann und Klaus Zillich · Haus-Rucker-Co · Georg Heinrichs und Partner · John Hejduk · Herman Hertzberger · Thomas Herzog · Horst Hielscher und Georg P. Mügge · Franz-Josef Hilbers · Gustav Hillmann und Joachim Nagel · Heinz Hilmer und Christoph Sattler · Büro WaIter-Hatzel · Hans Hollein · Dieter Hundertmark und Dieter Ketterer · IBUS GmbH · lngenieurs-Gruppe Ökotec · Arata Isozaki und Associates · Christine Jachmann · Jochem Jourdan, Bernhard Müller, Sven Albrecht · Klaus Kammann · Hans Kammerer, WaIter Belz, Klaus Kucher und Partner · Daniel Karpinski · Peter Kempchen · Hermann Kendel · Kilpper und Partner · Josef Paul Kleihues · Christian Koch · Hans Kollhoff und Arthur Ovaska · Hannelore Kossel · Ante Josip von Kostelac · Peter Kotscharte · Harald Kraft · Werner Kreis, Peter Schaad, Ulrich Schaad · Ernst-Friedrich Krieger und Lothar Greulich · Rob Krier · Ingeborg Kuhler · Lothar Kummer, Winfried Sannig, Hans-Joachim Wenk · Kisho Kurokawa · Hartmut Kurschat · Heike Langenbach · Christoph Langhof · Prof. Peter Latz · Daniel Libeskind · Axel Liepe und Hartmut Steigelmann · Romuald Loegler · Hans Loidl · Markus Lüpertz · Christoph Luz · Christoph Mäckler · Mario Maedebach und Werner Redeleit · Helmuth Marks lngenieurbüro · Bernhard Maron · Josep Martorell, Oriol Bohigas, David Mackay · Josef Metzler · Konrad Mackel, Holger Diegel, Robert Witzgall · lngenieurs-Büro Moll · Charles Willard Moore, John Ruble, Buzz Yudell · Abram Mott und Harald Schöning · Moritz Müller · Hans Christian Müller · Schalltechnisches Beratungsbüro Müller – BBM · Cornelia Müller, Elmar Knippschild, Jan Wehberg · Urs Müller, Thomas Rhode und Partner · Ursula Müller · Gernot Nalbach und Johanne Nalbach · Gerd Neumann · Pierluigi Nicolin · Henry Nielebock und Partner · Vladimir Nikolic · WaIter Arno Noebel · Wojciech Obtulowicz und Daniel Karpinski · Rainer Oefelein und Bernhard Freund · Ökolaus – ökologische Landschaftspflege, Architektur und Siedlungsplanung, Ingrid Hendriksen · Frei Otto · Volker Patke · Peter und Sigrid Pauly-Kaiser · Gustav Peichl · Dieter Pfannenstiel · Herbert Pfeifer und C. Ellermann · Dr. Jürgen Pinnig, Wohnstatt GmbH · Planungskollektiv Nr. 1 · Regina Poly · Paolo Portoghesi ed Associati · Christian de Portzamparc · Dr. Christa Preissing · Pysall, Stahrenberg und Partner · Rave und Partner · Bruno Reichlin und Fabio Reinhart · Hans-Günther Rogalla und Michael Veit · Aldo Rossi · SPAS · Peter Salter und Allan MacDonald · Georg Kohlmaier und Barna von Sartory · Jürgen Sawade · Dr. Schaffert · Wolfgang Scharlach und Rainer Wischhusen · Manfred Schiedhelm und Karen Axelrad · Joachim Schmidt · Reinhard Schmock und Günther Schönweiss · Erich Schneider-Wessling · Michael Schoenholtz · Hasso Schreck · Stefan Schroth · Prof. Joachim Schürmann · Heinz-Günther Schulten (SAL-Planungsgruppe) · Bernd Slopianka · Gerhard Spangenberg · Spielplatzinitiative WilkestraBe e.V · Stadthaus GmbH · Stadtteilverein Tiergarten · Stavoprojekt (John Eisler, Emil Prikryl, Jiri Suchomel) · Otto Steidle und Partner · Karl-Heinz Steinebach, Friedrich Weber · Walther Stepp · Robert A. M. Stern · James Stirling, Michael Wilford und Associates · Hans-Peter Störl · Prof. Waldemar Stuhler, TUB · Dr. C. Szamatolski · Salvador Tarragó Cid · Prof. Heinrich Tepasse · Heinz Tesar · Juan Theilacker-Pons und Partner · Stanley Tigerman · Falk Trilitzsch · Oswald Mathias Ungers · Simon Ungers · Francy Valentini und Hubert Hermann · Gino Valle, Mario Broggi, Michael Burckhardt · Myra Warhaftig · Thomas Wenzel · Jürgen Wenzel und Nikolaus Lang · Hansjürg Zeitler, Helmut Bier, Hans Korn · Elia Zenghelis, Rem Koolhaas, Mathias Sauerbruch – Office for Metropolitan Architecture

### Demonstrationsgebiet Luisenstadt(IBA-Alt)
| Projekt Nr. | Objekt, Planung                                                          | Adresse | Block       | Beteiligte Planerinnen und Planer | Vorplanung, Wettbewerb | Entwurf   | Ausführung       | Bild | Seite in der Projekt- übersicht Ausgabe 1987 | Seite in der Projekt- übersicht Ausgabe 1991 |
| ----------- | ------------------------------------------------------------------------ | --- | ----------- | --- | ---------------------- | --------- | ---------------- | ---- | -------------------------------------------- | -------------------------------------------- |
| 105         | Behutsame Stadterneuerung unter ökologischer Zielsetzung                 | Moritzplatz, Sebastianstraße, Luckauer Straße, Oranienstraße (Lage)                                                                                         | 56          | Günter Dörr und Sylke Schmidt · Joachim Eble · Habermann · Hochbauamt Kreuzberg · Wolfgang Kamke · Klar und Siegle · Kunkel · Hans Loidl · Klaus Meyer-Rogge und Achim Mittmann · AG Ökologischer Stadtumbau · PLAN WERK STADT · Berno Schmitt · SPAS-Mieterberatung · Otto Steidle · Axel Volkmann · Grünplaner: Annelie Impekoven · Marie-Luise Klein · Beatrix Mohren | 1982–1983              | 1986–1987 | 1988–1990        |      | 204, 205                                     | 214, 215                                     |
| 105.1       | Instandsetzung und Modernisierung                                        | Oranienstraße, Luckauer Straße, Sebastianstraße, Prinzenstraße (Lage)                                                                                       | 56          | Günter Dörr und Sylke Schmidt · Joachim Eble · Habermann · Hochbauamt Kreuzberg · Wolfgang Kamke · Klar und Siegle · Kunkel · Hans Loidl · Klaus Meyer-Rogge und Achim Mittmann · AG Ökologischer Stadtumbau · PLAN WERK STADT · Berno Schmitt · SPAS-Mieterberatung · Otto Steidle · Axel Volkmann · Grünplaner: Annelie Impekoven · Marie-Luise Klein · Beatrix Mohren | 1982–1983              | 1986–1987 | 1988–1990        |      | 204, 205                                     | 216, 217                                     |
| 106         | Instandsetzung und Modernisierung, Blockentwicklung                      | Oranienstraße, Oranienplatz, Segitzdamm, Ritterstraße, Prinzenstraße, Prinzessinnenstraße (Lage)                                                            | 61, 62      | Baasner, Möller und Langwald · Ilse Beisswenger · Joachim Eble · Sambeth · Jutta Kalepky · Wolfgang Engel · Freie Planungsgruppe Berlin · Heinz Gärtner · Wolfgang Kamke und Hans-Joachim Knöfel · Günter Zamp Kelp · Bernd Laurisch · Klaus Meyer-Rogge und Achim Mittmann · Gerlinde Mütel und Hansjochen Mütel · Rüdiger Patzschke und Jürgen Patzschke · Manfred Semmer · Thomas Wolf                                                                                          |                        | 1986      | 1986–1990        |      | 206, 207                                     |                                              |
| 107         | Instandsetzung und Modernisierung                                        | Waldemarstraße, Legiendamm, Oranienstraße, Luckauer Straße, Dresdener Straße (Lage)                                                                         | 57, 58      | Archplan · Ilse Beisswenger und Roswitha Domin · Ralf Dähne und Helge Dahl · Durchbruch · Energieplan · Wolfgang Engel · Hildegard Erhard · Dieter Geib · Hochbau- und Tiefbauamt Kreuzberg · Wolfgang Kamke und Hans-Joachim Knöfel · Anne Lampen · Bernd Laurisch · Robert Löw · Klaus Meyer-Rogge und Achim Mittmann · Nagel · PUB · Antje Hauss und Diethelm Rubbel · Rukavina · Strekker · Vogt · Vorsprung · Grünplaner: Hofgrün · Annelie Impekoven · Beatrix Mohren        |                        | 1986      | 1986–1991        |      | 208, 209                                     | 218, 219                                     |
| 108.1       | Ehemaliger Luisenstädtischer Kanal, nördlicher Teil und Oranienplatz     | Legiendamm, Leuschnerdamm (Lage) |             | Christof Luz und Reinhard Hanke | 1980                   | 1983      | 1983–1987        |      | 210, 211                                     | 220, 221                                     |
| 108.2       | Ehemaliger Luisenstädtischer Kanal, südlicher Teil                       | Segitzdamm, Erkelenzdamm, Wassertorplatz (Lage) |             | Hinrich Baller | 1980                   | 1983      | 1983–1988        |      | 210, 211                                     | 222, 223                                     |
| 108.3       | Drachenbrunnen                                                           | Oranienplatz (Lage) |             | Wiegand Witting |                        |           |                  |      | -                                            | 22                                           |
| 109         | Instandsetzung und Modernisierung, Stadtteilpark, Brandwandbemalung      | Bethaniendamm, Adalbertstraße, Waldemarstraße, Leuschnerdamm (Lage)                                                                                         | 73          | Hans Baltruschat · Durchbruch · Peter Jürgen Haug · Wolfgang Kamke und Hans-Joachim Knöfel · Kreuzwerk · Robert Löw · Schmidt · Wolfgang Teschner und Harald Teschner · Lutz Watzke · Jürgen Wiese · Grünplanung: Annelie Impekoven · Beatrix Mohren · Stadtgrün | 1981                   |           | 1981–1990        |      | 212, 213                                     | 224, 225                                     |
| 110.1       | Kinderbauernhof                                                          | Bethaniendamm, Adalbertstraße (Lage) | 73          | Initiative mit Unterstützung des Büros Landschaft, Planen und Bauen | 1981                   | 1984      | 1984–1987        |      | 214, 215                                     | 226, 227                                     |
| 110.2       | Turm-Kita                                                                | Bethaniendamm, Adalbertstraße | 73          | Claudia Mende · Wolfgang Teschner und Harald Teschner · Freiraumplanung: Barbara Heinze und Annelie Impekoven | 1981                   | 1984      | 1984–1987        |      | 214, 215                                     | 226, 227                                     |
| 110.3       | Holz-Kita                                                                | Bethaniendamm, Adalbertstraße | 73          | Diekhaus und Kretzschmar · Hochbauamt Kreuzberg · Freiraumplanung: Stadtgrün | 1981                   | 1984      | 1984–1987        |      | 214, 215                                     | 226, 227                                     |
| 110.4       | Kindertagesstätte                                                        | Bethaniendamm 61 (Lage) | 73          | Peter Jürgen Haug | 1981                   | 1984      | 1984–1987        |      | 214, 215                                     | 226, 227                                     |
| 111         | Umbau ehemalige Backsteinfabrik                                          | Waldemarstraße 37 (Lage) | 73          | Architekten: WSP Ursula Kleimeier und Anne Lampen · Hildegard Erhard · Wolfgang Kamke und Hans-Joachim Knöfel | 1982                   | 1984      | 1985–1989        |      | 216, 217                                     | 228, 229                                     |
| 112         | Instandsetzung und Modernisierung                                        | Waldemarstraße, Adalbertstraße, Naunynstraße, Leuschnerdamm (Lage)                                                                                          | 76          | Ilse Beisswenger und Roswitha Domin · Wolfgang Kamke und Hans-Joachim Knöfel · Klaus Meyer-Rogge · Hansrudolf Plarre · Dieter Reimann · Wolfgang Teschner und Harald Teschner · Vogt · Grünplaner: Nina Bergande (Büro Hannelore Kossel) · Lanzrath-Schimma · Stadtgrün · Bewohner Nau 36 |                        | 1981      | 1981–1990        |      | 218, 219                                     | 230, 231                                     |
| 113         | Kindertagesstätte                                                        | Leuschnerdamm 33–39 (Lage) | 76          | Urs Kohlbrenner und Eva-Maria Jockeit-Spitzner |                        |           | 1992             |      | 220, 221                                     | 232, 233                                     |
| 114         | Sporthalle                                                               | Naunynstraße | 76          | Peter Jürgen Haug |                        | 1982      | Nicht ausgeführt |      | 222, 223                                     | 234, 235                                     |
| 115         | Instandsetzung und Modernisierung                                        | Waldemarstraße, Mariannenstraße, Naunynstraße, Adalbertstraße (Lage)                                                                                        | 77          | AGP · Bogensberger und Schlusche · Schwarz, Gutmann, Schupbach, Gloor · WSP · Ingenieurbüro Schneider und Bock |                        | 1981      | 1982–1990        |      | 224, 225                                     | 236, 237                                     |
| 116         | Instandsetzung und Modernisierung                                        | Naunynstraße, Adalbertstraße, Oranienstraße, Oranienplatz (Lage)                                                                                            | 78          | Ilse Beisswenger und Roswitha Domin · Bogensberger und Schlusche · Wolfgang Kamke und Hans-Joachim Knöfel · Klaus Meyer-Rogge und Achim Mittmann · Planfam/Zimmer · Planungskollektiv Nr. 1 · Vogel und Braun · Kita: Mende (Planung) · WSP (Bauleitung) · Grünplanung: Annelie Impekoven |                        | 1981      | 1981–1990        |      | 226, 227                                     | 238, 239                                     |
| 117         | Nachbarschaftshaus für interkulturelle Begegnung – ORA 34 e.V.           | Oranienstraße 34 (Lage) | 78          | Planungskollektiv Nr. 1 (Helmut Maier) · Bau-Design GmbH Turan Sönmez |                        | 1984      | 1985–1990        |      | 228, 229                                     | 240, 241                                     |
| 118         | Instandsetzung und Modernisierung                                        | Naunynstraße, Adalbertstraße, Oranienstraße, Mariannenstraße (Lage)                                                                                         | 79          | Uwe Böhm · Bogensberger und Schlusche · Henry Heidemann · Hochbauamt Kreuzberg · Leistl Wittig · Robert Löw · Planungskollektiv Nr. 1 · Redlich und Redlich · Vogel und Braun · Lutz Watzke · Grünplanung: Volker Wiemer-Kroll · Annelie Impekoven |                        | 1980      | 1982–1990        |      | 230, 231                                     | 242, 243                                     |
| 119         | Frauenstadtteilzentrum „Schokofabrik“                                    | Mariannenstraße 6, Naunynstraße 72 (Lage) | 79          | Gruppe Planschok[o] (Waltraud von Demandowsky-Parow, Margot Gerke, Eva-Maria Jockeit-Spitzner, Antje Zimdars-Weigelt) · Ökologische Maßnahmen: Planungsgruppe „Die Wüste lebt“ (Petra Bosse · Astrid Vogel · Veronika Zimmer) |                        | 1984      | 1985–19889       |      | 232, 233                                     | 244, 245                                     |
| 120         | Wohnhaus und Kindertagesstätte                                           | Naunynstraße 69 (Lage) | 79          | Axel Volkmann, IBA, S.T.E.R.N. · Lutz Watzke · Annelie Impekoven | 1981                   | 1985      | 1986–1988        |      | 234, 235                                     | 246, 247                                     |
| 121         | Instandsetzung und Modernisierung, Stadtokölogische Sonderprojekte       | Naunynstraße, Manteuffelstraße, Oranienstraße, Mariannenstraße (Lage)                                                                                       | 103         | Adam, Ghazi, Küssner · Ausbildungswerk Kreuzberg · Barges · Uwe Böhm · Sedina Buddensieg und Justus Burtin · Günter Dörr und Sylke Schmidt · BLS Energieplan · Feldmann und Mersch · Fischer · Gibbins, Bultmann und Partner · Graff · Hirsch · Kummer, Sannig, Wenk · Landschaft Planen und Bauen · RA Linneweber · Klein · Kruse · Meyer-Rogge · Mohren · Moll · Petersen und Ruck · Rymarczyk · Schindler · Reinhard Schmock · Thomas und Zeisel · Volker Wiemer-Kroll · Wollny |                        |           | 1986–1991        |      | 236–239                                      | 248–251                                      |
| 122         | Kindertagesstätte                                                        | Oranienstraße 4 (Lage) | 103         | Sedina Buddensieg, Justus Burtin |                        | 1988      | 1988–1992        |      | 240, 241                                     | 252, 253                                     |
| 123         | Instandsetzung und Modernisierung                                        | Oranienstraße, Skalitzer Straße, Mariannenstraße (Lage) | 104         | Uwe Böhm · Gruber und Glogau · Christoph Schröter · Manfred Semmer · SOP · Luz und Hanke |                        | 1983      | 1983–1990        |      | 242, 243                                     | 254, 255                                     |
| 123.1       | Stadtteilpark                                                            | Skalitzer Straße, Mariannenstraße (Lage) | 104         | Hermann Barges |                        | 1986      | 1990             |      | 242, 243                                     | 254, 255                                     |
| 124         | Instandsetzung und Modernisierung                                        | Oranienstraße, Mariannenstraße, Skalitzer Straße, Adalbertstraße (Lage)                                                                                     | 82          | Architektenkooperative Goeke und Schlagge · Archplan · Bogensberger und Schlusche · Fuchs, Müller, Witzgall · Peter Jürgen Haug · Axel Gutzeit · Hochbauamt Kreuzberg · Gerhard Kieser · Scharlach und Mende · Vogel · Grünplanung: Dagmar Gast · Beatrix Mohren · Protzmann |                        | 1981      | 1981–1991        |      | 244, 245                                     | 256, 257                                     |
| 125         | Kindertagesstätte und Kultur                                             | Oranienstraße 190 und 192 (Lage) | 82          | Peter Jürgen Haug · Bogensberger und Schlusche | 1984                   |           | 1990             |      | 246, 247                                     | 258, 259                                     |
| 125.1       | Gesundheitshaus                                                          | Mariannenstraße 9–10 (Lage) | 82          | Fuchs, MüIler, Witzgall · Axel Volkmann (Substanzgutachten). |                        | 1989      |                  |      | -                                            | 260, 261                                     |
| 126         | Instandsetzung und Modernisierung                                        | Oranienstraße, Adalbertstraße, Reichenberger Straße, Erkelenzdamm, Oranienplatz, Dresdener Straße (Lage)                                                    | 80, 81, 621 | Bogensberger und Schlusche · Ralf Dähne und Helge Dahl und Schneider · Wolfgang Kamke und Hans-Joachim Knöfel · Klaus Meyer-Rogge und Achim Mittmann · Rainer Oefelein und Bernhard Freund · Reinhard Schmock und Günter Schöneweiss · Manfred Semmer · SOP · Vogel und Braun · WSP Ursula Kleimeier und Anne Lampen · Grünplanung: Hermann Barges · Annelie Impekoven · Marie-Luise Klein · Ökolaus und Undine Giseke · Stadtgrün (Barbara Heinze und Ruth Jäger)                 |                        | 1981      | 1981–1990        |      | 248, 249                                     | 262, 263                                     |
| 127         | Nachbarschafts- und Gemeinwesenverein K.O.T.T.I.                         | Dresdener Straße 17 (Lage) | 81          | |                        |           | 1986             |      | 250, 251                                     | 264, 265                                     |
| 128         | Frauenprojekt „Frauenzimmer e.V.“                                        | |             | |                        |           | 1987–1990        |      | 252, 253                                     | 266, 267                                     |
| 129         | Kindertagesstätte im ehemaligen Parkhaus                                 | Dresdener Straße 128/130 (Lage) | 80          | Architekten: Gerhard Spangenberg und Dieter Frowein · Ökologische Planung: Ökotop GmbH und Heinrich Tepasse · Walter Hötzel | 1980                   | 1984      | 1985–1987        |      | 254, 255                                     | 268, 269                                     |
| 130         | Instandsetzung und Modernisierung                                        | Reichenberger Straße, Skalitzer Straße, Erkelenzdamm (Lage)                                                                                                 | 85          | Bogensberger und Schlusche · Ralf Dähne und Helge Dahl · Lothar Kummer, Winfried Sannig, Hans-Joachim Wenk · Manfred Semmer · WSP Ursula Kleimeier und Anne Lampen · PUB · Bernd Diekhaus · IJB-Jungbluth · Grünplanung: Ökolaus und Undine Giseke |                        | 1981      | 1981–1990        |      | 256, 257                                     | 270, 271                                     |
| 131         | Neues Kreuzberger Zentrum                                                | Kottbusser Tor, Dresdener Straße (Lage) |             | Akustik Labor · Antec · Stefanie Vogel · Inken Baller · Ralf Dähne und Helge Dahl mit Uwe Stolt · Günter Zamp Kelp (Haus-Rucker-Co.) · Borchert und Oppert · Planungsgruppe Urbane Baukunst · Rainer von Polheim · Werkfabrik · Jurgen Wichmann |                        |           | 1990             |      | 258, 259                                     | 272–275                                      |
| 132         | Kottbusser Tor                                                           | Kottbusser Tor (Lage) |             | Tiefbauamt Kreuzberg · Senatsverwaltungen für Verkehr/Betriebe sowie für Stadtentwicklung und Umweltschutz · BVG · Polizei · Martin Kirchner · Toni Sachs-Pfeiffer · Planwerk · Semiramis · Bernhard Strecker und Brendan MacRiabhaigh | 1980                   | 1985–1986 | Seit 1986        |      | 260, 261                                     | 276, 277                                     |
| 133         | Instandsetzung, Modernisierung, Baulückenschließungen, Brandwandbebauung | Kohlfurter Straße, AdmiralStraße, Fraenkelufer, Erkelenzdamm (Lage)                                                                                         | 70          | Hinrich Baller und Inken Baller | 1980                   | 1982      | 1982–1985        |      | 262, 263                                     | 278, 279                                     |
| 134         | Selbsthilfeprojekte                                                      | Admiralstraße (Lage) | 70, 89      | Rainer Berg und Hans Werner Christian · Günter Dörr und Manfred Jendrzey · Wolfgang Ehrlinger · Kaufmann und Partner · Christian Kühnel · Peter Stürzebecher, Kjell Nylund, Cristof Puttfarken· Hein Puschadel · Norbert Rheinländer · Christian Rothmann · „Tonteufel“ |                        | 1984      | 1984–1986        |      | 264, 265                                     | 280                                          |
| 134.1       | „Wohnregal“                                                              | Admiralstraße 16 (Lage) | 70          | Kjell Nylund, Cristof Puttfarken, Peter Stürzenbecher |                        | 1984      | 1984–1986        |      | 264, 265                                     | 281                                          |
| 135         | Instandsetzung und Modernisierung                                        | AdmiraIstraße, Kohlfurter Straße, Fraenkelufer (Lage) | 89          | Planungskollektiv Nr. 1 · Semiramis · Werkhof Zehlendorf · Norbert Rheinländer · Günter Dörr und Manfred Jendrzey · Hein Puschadel |                        |           | 1990             |      | 266, 267                                     | 282, 283                                     |
| 136         | Wohnbebauung                                                             | Reichenberger Straße, Mariannenstraße (Lage) | 88          | Wilhelm Holzbauer · Kontaktarchitekten: Jan Rave und Rolf Rave |                        | 1979      | 1984–1985        |      | 268, 269                                     | 284, 285                                     |
| 137         | Straßenräume Luisenstadt-Süd                                             | Admiralstraße, Kohlfurter Straße (Lage) |             | Hinrich Baller und Inken Baller · Hermann Barges · Ludmilla Seefried · Christian Rothmann · Tonteufel |                        |           | 1985             |      | 270, 271                                     | 286, 287                                     |
| 138         | Straßenräume Luisenstadt-Nord                                            | Naunynplatz, Naunynstraße, Waldemarstraße, Manteuffelstraße, Dresdener Straße, Skalitzer Straße, Oranienstraße, Luckauer Straße, Alfred-Döblin-Platz (Lage) |             | Gruppe Planwerk (Gesamtkonzept, Waldemarstraße, Manteuffelstraße) | 1982–1983              | 1987–1989 | 1988–1990        |      | 272, 273                                     | 288                                          |
| 138.1       | Stadtplatz                                                               | Naunynplatz (Lage) |             | Peter Jürgen Haug |                        | 1987–1989 | 1988–1990        |      | 273                                          | 289                                          |

### Demonstrationsgebiet SO 36(IBA-Alt)
| Projekt Nr. | Objekt, Planung                                                                 | Adresse | Block     | Beteiligte Planerinnen und Planer | Vorplanung, Wettbewerb | Entwurf   | Ausführung       | Bild | Seite in der Projekt- übersicht Ausgabe 1987 | Seite in der Projekt- übersicht Ausgabe 1991 |
| ----------- | ------------------------------------------------------------------------------- | --- | --------- | --- | ---------------------- | --------- | ---------------- | ---- | -------------------------------------------- | -------------------------------------------- |
| 139         | Blockemeuerung                                                                  | Bethaniendamm, Köpenicker Straße, Manteuffelstraße, Wrangelstraße (Lage)                                       | 90        | Wulf Eichstädt · Benedict Tonon und Klaus Theo Brenner · Ralf Dähne und Helge Dahl · Werkfabrik · Leo Hoelscher · Planungskollektiv Nr. 1 (Helmut Maier) · Blockheizkraftwerk: Energieplan/Intersofia                  | 1985                   |           | um 1990          |      | 278, 279                                     | 294, 295                                     |
| 139.1       | Erweiterung der E.-O.-Plauen- und Nürtingen-Grundschule                         | (Lage) | 90        | Georg Bumiller und Georg Thoma | 1986–1986              |           | um 1991          |      | -                                            | 296, 297                                     |
| 139.2       | Instandsetzung und Modernisierung                                               | Mariannenplatz, Wrangelstraße, Manteuffelstraße, Muskauer Straße                                               | 94 (Lage) | Regina Jost und Anne Rabenschlag · Wulf Eichstädt und Ewald Kentgens · Planungskollektiv Nr. 1 (Peter Voigt) · Bröckl · Bogensberger und Schlusche · Klar und Siegle · Gunter Bodammer, Christian Kühnel, Stephan Hahn | 1984                   | 1986      | um 1990          |      | -                                            | 298, 299                                     |
| 139.3       | Instandsetzung und Modernisierung                                               | Wrangelstraße, Pücklerstraße, Muskauer Straße, Manteuffelstraße (Lage)                                         | 95        | Christel Redlich und Horst Redlich · Inge Knothe · Dietrich von Beulwitz |                        |           | um 1989          |      | -                                            | 300, 301                                     |
| 140         | Bereich Schlesisches Tor, Straßenumbau und Freiraumplanung                      | (Lage) |           | Büro Kaufmann und Partner | 1983                   | 1984      | 1985–1990        |      | 280, 281                                     | 302, 303                                     |
| 140.1       | Bildhauersymposion                                                              | Schlesische Straße, May-Ayim-Ufer (Lage)                                                                       |           | Mehmet Aksoy, Andreas Frömberg, Azade Köker, Louis Niebuhr, Leslie Robbins, Rudolf Valenta, Andreas Wegner |                        | 1987      | 1987             |      | -                                            | 302, 303                                     |
| 141         | Park am Oberstufenzentrum                                                       | | 119       | Werner Schulze zur Wiesche · Hannelore Kossel · Dieter Hoffmann-Axthelm · Christian Koch |                        |           | um 1988          |      | 282, 283                                     | 304, 305                                     |
| 142         | Seniorenwohnhaus                                                                | Köpenicker Straße 191–193 (Neubau), Köpenicker Straße 190 und 194 (Altbau) (Lage)                              | 119       | Otto Steidle und Siegward Geiger · Freiraumplanung: Gabriele Heidecker | 1982                   | 1983–1984 | 1985–1987        |      | 284, 285                                     | 306, 307                                     |
| 143         | Stadtteiltreffpunkt im U-Bahnhof Schlesisches Tor                               | (Lage) |           | Planungskollektiv Nr. 1 (Helmut Maier) |                        | 1981–1984 | 1984–1987        |      | 286, 287                                     | 308, 309                                     |
| 144         | Instandsetzung der Ladengeschäfte, Erhaltung und Erweiterung der Gewerbenutzung | Schlesische Straße, Oppelner Straße (Lage)                                                                     | 121       | Peter Brinkert | 1980                   | 1983      | 1984             |      | 288, 289                                     | 310, 311                                     |
| 145         | Freiraumplanung                                                                 | Schlesische Straße, Oppelner Straße                                                                            | 121       | Gartenbauamt Kreuzberg zusammen mit Peter Brinkert · Müller · Gruppe 67 | 1980                   | 1982–1983 |                  |      | 290, 291                                     | 312, 313                                     |
| 145.1       | Kindertagesstätte                                                               | Schlesische Straße 3–4 (Lage)                                                                                  | 121       | Álvaro Siza Vieira · Kontaktarchitekt: Peter Brinkert |                        | 1982–1983 | 1987–1989        |      | 290, 291                                     | 312, 313                                     |
| 145.2       | Seniorenfreizeitstätte                                                          | Falckensteinstraße 6 (Lage)                                                                                    | 121       | Álvaro Siza Vieira · Kontaktarchitekt: Peter Brinkert |                        | 1982–1983 | 1986–1989        |      | 290, 291                                     | 312, 313                                     |
| 146         | Modernisierungsprojekte und Neubau „Bonjour Tristesse“                          | Schlesische Straße 1–8 (Lage)                                                                                  | 121       | Álvaro Siza Vieira · Kontaktarchitekt: Peter Brinkert | 1980                   | 1980      | 1981–1983        |      | 292, 293                                     | 314, 315                                     |
| 147         | Instandsetzung und Modernisierung                                               | Oppelner Straße, Wrangelstraße, Falckensteinstraße (Lage)                                                      | 121       | Gruppe 67 | 1980–1983              | 1983–1986 | 1986–1991        |      | 294, 295                                     | 316, 317                                     |
| 148         | Instandsetzungs- und Modernisierungsprojekte                                    | Schlesische Straße (Lage)                                                                                      | 122       | Jürgen Wichmann (städtebauliche Bestandsaufnahme) · Benedict Tonon (Testentwurf Cuvrystraße 8) |                        |           |                  |      | 296, 297                                     | 318, 319                                     |
| 148.1       | Ausbildungsprojekt                                                              | Schlesische Straße 13 (Lage)                                                                                   | 122       | Klaus Meyer-Rogge und Achim Mittmann |                        |           | 1988–1990        |      | 296, 297                                     | 318, 319                                     |
| 149         | Jugend- und Kulturzentrum und Gewerbehof                                        | Schlesische Straße 27 (Lage)                                                                                   |           | Gibbins und Partner (Jochen Bultmann und Uwe Kühn) · Klaus Meyer-Rogge und Achim Mittmann |                        | 1984      | 1984–1986        |      | 298, 299                                     | 320, 321                                     |
| 150         | Entwicklungskonzept                                                             | Lohmühleninsel-Nord (Lage)                                                                                     | 117       | Stephan Y. Dietrich und Thomas Dietrich | 1984                   |           | um 1990          |      | 300, 301                                     | 322, 323                                     |
| 151         | Flatow-Sporthalle                                                               | Lohmühleninsel (Lage)                                                                                          | 125       | Stephan Y. Dietrich und Thomas Dietrich | 1983                   | 1983–1986 | 1986–1989        |      | 302, 303                                     | 324, 325                                     |
| 152         | Kindertagesstätte der Tabor-Gemeinde                                            | Cuvrystraße 36 (Lage)                                                                                          | 134       | Heinz-Jürgen Drews |                        |           | 1987–1990        |      | 304, 305                                     | 326, 327                                     |
| 153.1       | Bildhauersymposion                                                              | Cuvrystraße (Lage)                                                                                             |           | Claudia Ammann, Isolde Haug, Azade Köker, Robert Schmidt, Bernd Münster, Peter Herbrich, Silvia Kluge |                        | 1983      | 1983–1985        |      | 306, 307                                     | 328, 329                                     |
| 153.2       | Stadtplatz „Blick zur Spree“                                                    | Cuvrystraße (Lage)                                                                                             |           | Edouard Bannwart |                        | 1983      | 1983–1985        |      | 306                                          | 328, 329                                     |
| 154         | Instandsetzung und Modernisierung                                               | Wrangelstraße 56, Cuvrystraße 20–27 (Lage)                                                                     | 133       | Bogensberger und Schlusche · Architektengemeinschaft Durchbruch · Bubacher |                        | 1983      | 1983–1987        |      | 308, 309                                     | 330, 331                                     |
| 155         | Kindertagesstätte                                                               | Cuvrystraße 26/27 (Lage)                                                                                       | 133       | Helga Schmidt-Thomsen, Jörn-Peter Schmidt-Thomsen. Joachim Schmidt | 1981                   | 1981–1983 | 1983–1987        |      | 310, 311                                     | 332, 333                                     |
| 155.1       | Instandsetzung und Modernisierung                                               | Oppelner Straße, Görlitzer Straße, Falckensteinstraße, Wrangelstraße (Lage)                                    | 132       | Peter Möhle und Gruppe 67 · Pysall, Stahrenberg und Partner · Werkfabrik |                        | 1987      | um 1988          |      | -                                            | 334, 335                                     |
| 156         | Kinderkrippe                                                                    | Oppelner Straße 21/22 (Lage)                                                                                   | 131       | Werkfabrik · Robert Löw |                        | 1986      | 1986             |      | 312, 313                                     | 336, 337                                     |
| 157         | Kinderkrippe                                                                    | Lübbener Straße 6/7 (Lage)                                                                                     | 130       | Renate Bonn und Josef Bonn · Lutz Watzke |                        | 1983      | 1983–1985        |      | 314, 315                                     | 338, 339                                     |
| 158         | Instandsetzung und Modernisierung                                               | Skalitzer Straße, Lübbener Straße, Görlitzer Straße (Lage)                                                     | 129       | Planungskollektiv Nr. 1 (Peter Voigt) · Justus Burtin · Gunter Bodammer | 1980                   | 1986      |                  |      | 316, 317, 318, 319                           | 340, 343                                     |
| 158.1       | Umbau und Erweiterung der Adolf-Damaschke-Schule, 115. und 237. Gemeindeschule  | Skalitzer Straße, Lübbener Straße, Görlitzer Straße (Lage)                                                     | 129       | Keith Murray, Robert Maguire, Joachim Schmidt | 1980                   | 1984      | 1986–1987        |      | 316, 317                                     | 340–342                                      |
| 159         | Blockemeuerung                                                                  | (Lage) | 101       | Archplan · Barz und Rabenschlag · Burtin und Schulz · Klar und Siegle · Schlagge und Goeke · Schlusche · Werkfabrik · Planungskollektiv Nr. 1                                                                          |                        | 1987      | 1990–1992        |      | 320, 321                                     | 344, 345                                     |
| 159.1       | Ausbau der sozialen Infrastruktur                                               | Erweiterung der Heinrich-Zille-Grundschule, Neubau einer Turnhalle, Einrichtung einer Kindertagesstätte (Lage) | 101       | Archplan · Burtin und Schulz · Werkfabrik |                        | 1988–1989 | 1990–1991        |      | 322, 323                                     | 346, 347                                     |
| 160.1       | Freiraumgestaltung                                                              | Lausitzer Platz, Skalitzer Straße (Lage)                                                                       |           | Gruppe Planwerk |                        | 1983      | 1983–1987        |      | 324, 325                                     | 348, 349                                     |
| 160.2       | Freiraumgestaltung                                                              | Spreewaldplatz (Lage)                                                                                          |           | Christoph Langhof |                        | 1984      | 1985–1986        |      | 324, 325                                     | 348, 349                                     |
| 161         | Görlitzer Park                                                                  | Görlitzer Straße, Wiener Straße (Lage)                                                                         |           | Freie Planungsgruppe Berlin | 1984                   | 1984–1986 | 1987–1991        |      | 326–329                                      | 350–353                                      |
| 162         | Umbau der Reichenberger Straße                                                  | Reichenberger Straße (Lage)                                                                                    |           | Ernst Jacoby, Volker Martin, Karl Pächter | 1983                   | 1983–1986 | 1985–1992        |      | 330, 331                                     | 354, 355                                     |
| 163         | Umbau der Seitenstraßen Reichenberger Straße                                    | Manteuffelstraße, Mariannenstraße, Lausitzer Straße, Ohlauer Straße, Liegnitzer Straße, Glogauer Straße (Lage) |           | Dietmar Grötzebach, Günter Plessow, Reinhold Ehlers |                        |           | 1987–1990        |      | 332, 333                                     | 356, 357                                     |
| 164         | Jugendfreizeitheim                                                              | Reichenberger Straße 44/45 (Lage)                                                                              |           | Helga Schmidt-Thomsen und Jörn-Peter Schmidt-Thomsen · Fassadengestaltung Altbau: Engelbert Kremser |                        |           | 1985–1987        |      | 334, 335                                     | 358, 359                                     |
| 165         | Selbsthilfeprojekte                                                             | Reichenberger Straße, Lausitzer Straße, Paul-Lincke-Ufer, Manteuffelstraße (Lage)                              | 109       | Archplan · Werkfabrik · Grosch und Sander · Kreuzwerk · Leo Holscher |                        |           |                  |      | 336, 337                                     | 360, 361                                     |
| 165.1       | Regenbogenfabrik                                                                | Lausitzer Straße 22 (Lage)                                                                                     | 109       | Archplan · Werkfabrik |                        | 1981–1984 | 1984–1997        |      | 336, 337                                     | 360, 361                                     |
| 166.1       | Instandsetzung und Modernisierung                                               | Forster Straße 16–21 (Lage)                                                                                    | 145       | Joachim Schmidt |                        |           | 1983–1986        |      | 338–341                                      | 362–365                                      |
| 166.2       | Instandsetzung und Modernisierung                                               | Ohlauer Straße 37 (Lage)                                                                                       | 145       | Michael Gies und Felicitas Mossmann |                        |           | 1983–1986        |      | 338–341                                      | 362–365                                      |
| 166.3       | Schulerweiterung                                                                | Reichenberger Straße 64, Forster Straße 15 (Lage)                                                              | 145       | Rolf D. Weisse |                        |           | 1983–1986        |      | 338–341                                      | 362–365                                      |
| 167         | Umbau Paul-Lincke-Ufer                                                          | Paul-Lincke-Ufer                                                                                               | 146       | Keith Murray, Robert Maguire, Joachim Schmidt |                        | 1984      | 1986–1988        |      | 342, 343                                     | 366, 367                                     |
| 168         | Infrastrukturprojekte                                                           | Reichenberger Straße, Liegnitzer Straße, Paul-Lincke-Ufer, Forster Straße (Lage)                               | 146       | Keith Murray und Robert Maguire |                        | 1984      | 1985–1990        |      | 344, 345                                     | 368, 369                                     |
| 169         | Kindertagesstätte der Arbeiterwohlfahrt                                         | Reichenberger Straße 122 (Lage)                                                                                |           | Helga Schmidt-Thomsen und Jörn-Peter Schmidt-Thomsen |                        |           | 1987–1990        |      | 346, 347                                     | 370, 371                                     |
| 170         | St.-Marien-Krankenhaus                                                          | Lausitzer Straße (Lage)                                                                                        | 138       | Heinle, Wischer und Partner (Robert Wischer, Christian Pelzeter) Projektgruppe Kiezkrankenhaus St. Marien | 1986                   | 1990      | 1990er Jahre     |      | -                                            | 372, 373                                     |
| 171         | Instandsetzung und Modernisierung                                               | Manteuffelstraße, Wiener Straße (Lage)                                                                         | 107       | Gehrmann und Partner | 1988                   |           | 1990er Jahre     |      | -                                            | 374, 375                                     |
| 171.1       | Schulerweiterung                                                                | Manteuffelstraße 79–82 (Lage)                                                                                  | 107       | | 1990                   |           | 1990er Jahre     |      | -                                            | 374, 375                                     |
| 171.2       | Deutsch-Türkisches Kulturzentrum · Volkshochschule                              | Wiener Straße 1–6 (Lage)                                                                                       | 107       | Anstelle der IBA-Planung wurde 2004–2008 die Omar-Ibn-Al-Khattab-Moschee gebaut (nicht IBA) |                        |           | Nicht ausgeführt |      | -                                            | 374, 375                                     |
| 172         | Instandsetzung und Modernisierung                                               | Skalitzer Straße, Manteuffelstraße, Reichenberger Straße, Mariannenstraße (Lage)                               | 106       | Blockgutachten: Dietrich von Beulwitz · Selbsthilfe Skalitzer Straße 27: Georg Ritscht |                        |           | 1990er Jahre     |      | -                                            | 376, 377                                     |
| 172.1       | Kindertagesstätte                                                               | Reichenberger Straße (Lage)                                                                                    | 106       | Arthur Numrich und Werner Albrecht |                        |           | 2001– 2003       |      | -                                            | 376, 377                                     |
| 172.2       | Ergänzender Wohnungsneubau im Blockinneren                                      | Reichenberger Straße 156b, Hofbebauung (Lage)                                                                  | 106       | WaIter M. Drewes |                        |           | 1990er Jahre     |      | -                                            | 376, 377                                     |

### BeteiligteIBA-Alt
Bernfried Adam, Markus Ghazi, Michael Kussner · AGP · Allgemeine Jugendberatung –AJB · Hassan Alrabbat · Akarsu e.V. · AKS – Arbeitskreis Berliner Selbsthilfegruppen · Antec · Architektengruppe Wassertorplatz · Archplan · Ausbildungswerk Kreuzberg · Frank Augustin · Baasner, Möller und Langwald · Hinrich Baller und Inken BaIler · Hans Baltruschat · Dieter Bankert · Edouard Bannwart · Ingrid Banzhaf · Hermann Barges · Jan Bassenge · Jurgen Dieter Bauer · Bauhof GmbH · Günter Behnisch und Partner · Ilse Beisswenger, Rainer Berg, Hans Werner Christian · Dietrich von Beulwitz · B & L Energieplan · Miriam Blase · Uwe Böhm · Gunter Bodammer · Bogensberger und Schlusche · Renate Bonn und Josef Bonn · Lutz Borchers · Borchert und Oppert · Büro BoZiNa (Petra Bosse, Veronika Zimmer, Ellen Nausester) · Klaus Theo Brenner und Benedict Tonon · Peter Brinkert · Bröckl · Sedina Buddensieg · Georg Bumiller · Susanne Buntzen · Burtin und Schulz · coplan 2 – Architekturbüro · Helge Dahl, Ralf Dähne, Rolf Schneider · Waltraud von Demandowsky-Parow · Bernd Diekhaus · Thomas Dietrich und Stephan Y. Dietrich · Günter Dörr und Sylke Schmidt · Roswitha Domin · Hans-Jürgen Drews und Marion Wilbert · Bernd Drewes · WaIter M. Drewes · Durchbruch · Joachim Eble und Sambeth · Wolfgang Ehrlinger · Wulf Eichstädt · Wolfgang Engel · Energieplan · Hildegard Erhard · Vincent von Feilitzsch, Willi Mauer, Michael Wilberg · Erwin Feldmann · Rose Fisch · Fischer und Fromm · Freie Planungsgruppe Berlin – FPB · Dieter Frowein · Fuchs, Müller, Witzgall · Gartenamt Kreuzberg · Heinz Gärtner · Dagmar Gast · Joachim Ganz und WaIter Rolfes · Gehrmann und Partner · Dieter Geib · Gibbins, Bultmann und Partner · Michael Gies, Felicitas Mossmann · Undine Giseke · Joachim Glässel, Bengt Wame · Goeke und Schlagge · Stefan Goerner und Partner · Branislav Greiner · Helmut Gruber und Andreas Glogau · Ruth Golan · Grosch und Sander · Gruppe 67 · Axel Gutzeit · Bernd Häusler · Stephan Hahn · Jürgen Haug · Antje Hauss und Diethelm Rubbel · Henry Heidemann · Jürgen Hermann · Anna-Maria Herrmann · Horst Hielscher und Georg P. Mügge · Thomas Hirsch · Hochbauamt Kreuzberg · Leo Hoelscher · WaIter Hötzel · Hofgrün · Wolfram Hofmann · Wilhelm Holzbauer mit Jan Rave und Rolf Rave · Eilfried Huth · IBJ – Ingenieurbüro Jungbluth · Annelie Impekoven · Itekton · Jacoby, Martin, Pächter · Manfred Jendrzey · Eva Jockeit-Spitzner · Regina Jost · Heinrich Jüttner · Juli und Ebert · Jutta Kalepky · Wolfgang Kamke und Hans-Joachim Knöfel · Kaufmann und Partner · Günter Zamp Kelp (Haus-Rucker-Co.) · Kennerknecht und Kennerknecht · Ewald Kentgens · Gerhard Kieser · Kiessler und Partner · Luise King · Klar und Siegle · Ursula Kleimeier und Anne Lampen · Marie-Luise Klein · Inge Knothe · Urs Kohlbrenner und Hannes Dubach · Büro Kossel (Nina Bergande) · Christian Kühnel · Kunkel · Etta Kretzschmar und Alexander Kretzschmar · Kreuzwerk e.V · Rainer Kruse · Ingeborg Kuhler · Harald Kuhn · Lothar Kummer, Winfried Sannig, Hans-Joachim Wenk · Kunstamt Kreuzberg · Büro Landschaft, Planen und Bauen · Thomas Langenfeld · Christoph Langhof · Gabriele Lanzrath · Peter Latz · Bernd Laurisch · Elmar Leist und Wolfgang Wittig · Hilde Leon · Robert Löw · Hans Loidl · Luisenstadt e.G. · Luz und Hanke · Brendan MacRiabhaigh · Robert Maguire und Keith Murray · Willi Mauer · Klaus Meyer-Rogge · Achim Mittmann · Peter Möhle · Beatrix Mohren · Urs Müller, Thomas Rhode und Partner · Gerlinde Mütel und Hansjochen Mütel · Kjell Nylund · Rainer Oefelein und Bernhard Freund · Ökolaus · Ökotop GmbH · Horst Pasch · Rüdiger Patzschke und Jürgen Patzschke · Birgit Petersen, Thomas Ruck · PIN – Norbert Müller · Planen & Bauen · Planfam · PlanSchok[o] · Planungsgruppe Urbane Baukunst · Planungskollektiv Nr. 1 · Planwerk · Hansrudolf Plarre · Günter Plessow · Ulrike Pöverlein · Rainer von Polheim · Hans-Joachim Prast, Jürgen Liesche · Prötzmann · Hein Puschadel · Christof Puttfarken · Pysall, Stahrenberg und Partner · Anne Rabenschlag · Christel Redlich und Horst Redlich · Uwe Reemts · Andreas Reidemeister · Wolf Dieter Reimann · Norbert Rheinländer · Georg Ritscht · Jochen Roemer · Herbert Rymarczyk · Hans Saalbach · Wolfgang Scharlach und Rainer Wischhusen · Bruno Schindler · Hasso Schreck · Burkhard Schmidt · Helga Schmidt-Thomsen und Jörn-Peter Schmidt-Thomsen · Joachim Schmidt · Berno Schmitt · Reinhard Schmock und Günter Schöneweiss · Ingenierubüro Schneider und Bock · Christoph Schröter · Werner Schulze zur Wiesche · Schwarz, Gutmann, Schupbach, Gloor · Manfred Semmer · Alvaro Siza Vieira · Sozialpädagogisches Jugendwohnen e.V · Horst Spandow · Gerhard Spangenberg · Stadtgrün (Barbara Heinze und Ruth Jäger) · Stadtplanungsamt Kreuzberg · Otto Steidle und Siegward Geiger · Bernhard Strecker · Peter Stürzebecher · Heinrich Tepasse · Wolfgang Teschner und Harald Teschner · Tiefbauamt Kreuzberg · Georg Thoma · Peter Thomas und Jochen Zeisel · Dieter Uh · Universalstiftung Helmut Ziegner · Urbanistica (Siegfried Pieper und Volker von Tiedemann) · Astrid Vogel · Peter Vogel und Joachim Braun · Stefanie Vogel · Viehrig und Vogt · Axel Volkmann · Johannes Friedrich Vorderwülbecke · Vorsprung · Herbert Voßbeck · Marianne Wagner · Lutz Watzke · Jos Weber · Jan Wehberg · Rolf D. Weisse · Werner Wentzel · Werkfabrik · Werkhof Zehlendorf · Jürgen Wichmann · Volker Wiemer-Kroll · Robert Wischer und Christian Pelzeter · Jürgen Wiese · Konrad Wohlhage · Thomas Wolf · Pia Wolny · Yoshimi Yamaguchi und Mathias Essig · Jörg Zacharias